# Korona Kielce
Korona Kielce (oficjalna nazwa Korona Spółka Akcyjna) – polski klub piłkarski z siedzibą w Kielcach. W sezonie 2025/2026 występuje w Ekstraklasie.
Klub powstał 10 lipca 1973 roku, w wyniku połączenia Iskry Kielce i SHL Kielce. Początkowo występował w kieleckiej lidze okręgowej, a w 1975 po raz pierwszy awansował do II ligi, z której został zdegradowany rok później. W latach 80. i 90. XX wieku oraz na początku XXI wieku Korona występowała na przemian na II (14 sezonów) i III (17 sezonów) poziomie ligowym. W latach 2002–2008 klub należał do firmy Kolporter S.A. i osiągnął swoje największe sukcesy – w 2005 roku uzyskał promocję do I ligi (obecnie Ekstraklasa), a w sezonie 2006/2007 dotarł do finału Pucharu Polski, w którym przegrał 0:2 z Dyskobolią Grodzisk Wielkopolski. W 2008 roku Kolporter Korona Kielce został zdegradowany przez Wydział Dyscypliny Polskiego Związku Piłki Nożnej do nowo utworzonej I ligi za udział w aferze korupcyjnej. Rok później drużyna powróciła do Ekstraklasy i występowała w niej do sezonu 2019/2020, kiedy to zaliczyła spadek do I ligi. W 2022 ponownie wywalczyła awans do Ekstraklasy. W tabeli wszech czasów najwyższej klasy rozgrywkowej Korona zajmuje 19. miejsce.
Klub w swojej historii delegował ośmiu reprezentantów Polski (ponadto zawodnik Korony, Wojciech Kowalewski, uczestniczył w mistrzostwach Europy 2008) i wielu reprezentantów innych krajów. Trenerem zespołu jest Jacek Zieliński, natomiast funkcję kapitana pełni Nono. Spotkania w roli gospodarza drużyna rozgrywa na Exbud Arenie. Klub przeniósł się na niego w 2006 roku – od tego czasu statystyki meczowej frekwencji lokują Koronę w czołówce najliczniej odwiedzanych stadionów w Polsce.
Początkowo klub posiadał cztery sekcje: piłki nożnej, kolarstwa (1973–1992), motorową (1973–1991) i piłki ręcznej. Ta ostatnia została wydzielona 1 kwietnia 1991 roku. Obecnie występuje pod nazwą KS Industria Kielce, który jest dwudziestokrotnym mistrzem Polski, osiemnastokrotnym zdobywcą puchar kraju (raz jako Korona), a w sezonie 2015/2016 wygrała rozgrywki Ligi Mistrzów. Ponadto w klubie działały czasowo inne sekcje – brydża sportowego, koszykówki i szachów.

## Historia

### Lata 70.: Powstanie klubu i debiut w II lidze

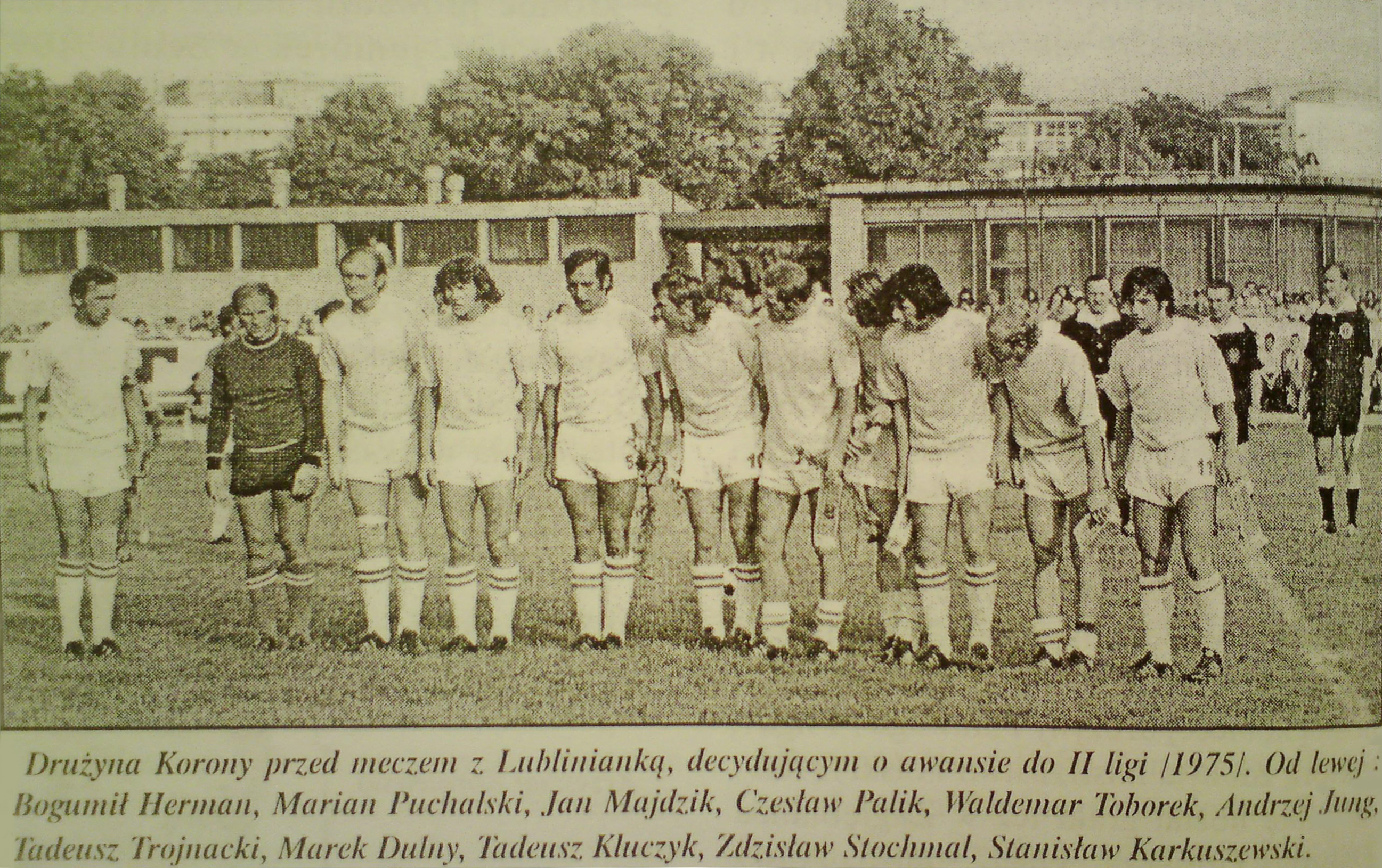
Skład Korony Kielce na mecz z Lublinianką w 1975 roku.

Powstanie klubu związane jest z połączeniem Iskry Kielce i SHL-u Kielce, do którego doszło 10 lipca 1973 roku. Dzięki fuzji utworzono drużynę, która przyjęła nazwę Korona Kielce, wybraną spośród kilku innych propozycji. Symbolem stała się korona, znajdująca się także w herbie miasta. Nowy klub został zarejestrowany przez działaczy jako Kieleckie Stowarzyszenie Sportowe Korona. Trenerem został Zbigniew Pawlak, natomiast pierwszym prezesem mianowano Ryszarda Bajera. Zespół utworzyli byli zawodnicy Iskry i SHL-u, którzy wcześniej przeszli selekcję podczas zgrupowania w Koniecpolu. W niecały miesiąc po założeniu Korona przystąpiła do rozgrywek kieleckiej ligi okręgowej. Debiut nastąpił 5 sierpnia 1973 roku na stadionie Iskry przy ul. Romualda Mielczarskiego. W obecności ponad czterech tysięcy kibiców kielczanie pokonali Spartę Kazimierza Wielka po dwóch golach Andrzeja Junga i jednym Stanisława Karkuszewskiego. Kolejne spotkania przynosiły różne wyniki. W rundzie wiosennej drużynę prowadził już Bogumił Gozdur. Pod jego wodzą Korona zakończyła swój pierwszy sezon na czwartym miejscu, ulegając w ostatecznym rozrachunku Radomiakowi, KSZO Ostrowiec Św. i Broni Radom.
Przed sezonem 1974/1975 skład zespołu został wzmocniony. Do drużyny dołączyli m.in. Marian Puchalski i Ryszard Mastalerz z drugoligowego Staru Starachowice. Początek rozgrywek nie był udany, lecz z czasem Korona zaczęła grać coraz lepiej. W ostatnich dziewięciu meczach klub odniósł osiem zwycięstw i ostatecznie zakończył sezon na pierwszym miejscu, dzięki czemu wziął udział w barażach o grę w II lidze. Trafił do piątej grupy, w której rywalizował z Cracovią, Lublinianką i Resovią. Korona swój pierwszy mecz z rzeszowskim zespołem przegrała, lecz później odniosła trzy zwycięstwa i raz zremisowała. O końcowym wyniku zadecydował pojedynek z Lublinianką, rozegrany 13 lipca 1975 roku na stadionie Błękitnych Kielce w obecności 20 tysięcy widzów. Zakończył się on zwycięstwem kielczan 3:2 i uzyskaniem promocji do II ligi. Za ten sukces trener Bogumił Gozdur otrzymał odznakę „Za zasługi dla Kielecczyzny”. W drugoligowym debiucie Korona pokonała w Kielcach Uranię Ruda Śląska 1:0 po golu Stanisława Karkuszewskiego. Następnie zremisowała ze Spartą Zabrze, zaś później przyszła seria sześciu porażek. Pomimo odniesienia w rundzie wiosennej kilku cennych zwycięstw klubowi nie udało się utrzymać wśród drugoligowców – z dorobkiem 24 punktów zespół zajął 15. pozycję i spadł do III ligi.
Po degradacji Korona należała do najlepszych drużyn III ligi. Zespół nadal prowadzony był przez Bogumiła Gozdura, który w 1978 roku odszedł do Błękitnych Kielce. Jego miejsce zajął Zbigniew Lepczyk, a następnie Marian Szczechowicz. Ten drugi wraz z Ryszardem Predygierem był pomysłodawcą młodzieżowej imprezy piłkarskiej – Minimundialu – rozegranej po raz pierwszy w Kielcach w 1978 roku, zorganizowanej pod patronatem redakcji „Echa Dnia”. W sezonie 1979/1980 klub występował pod wodzą Wojciecha Niedźwiedzkiego, natomiast od 1980 roku funkcje trenera pełnił Antoni Hermanowicz.

### Lata 80.: Pięć lat w II i pięć lat w III lidze
W 1980 roku zarząd klubu postawił przed nowym trenerem i działaczami piłkarskimi zadanie wprowadzenia w ciągu dwóch lat zespołu do II ligi. Czwarte miejsce uzyskane przez drużynę w sezonie 1980/1981 przyjęto jako dobry wynik. Przed kolejnymi rozgrywkami klub został wzmocniony kilkoma doświadczonymi piłkarzami. Już na początku rundy jesiennej na czoło tabeli wysunęła się Lublinianka Lublin, natomiast Korona walczyła wraz z Siarką Tarnobrzeg o drugie miejsce, które także dawało awans. Przerwę zimową kieleccy piłkarze spędzili na drugim miejscu. W rundzie wiosennej po porażce z najgroźniejszym rywalem spadli na trzecią lokatę. Drugą pozycję odzyskali w trzech kolejnych pojedynkach, lecz awans zapewniło im dopiero zwycięstwo w ostatniej kolejce w meczu z Wisłoką Dębica. Po wzmocnieniach personalnych Korona przystąpiła do walki o drugoligowe punkty. Sezon 1982/1983 rozpoczęła od remisu z BKS-em Bielsko-Biała. Pierwsze zwycięstwo odniosła co prawda dopiero w piątej kolejce, pokonując u siebie Broń Radom, jednak w całej rundzie jesiennej poniosła zaledwie trzy porażki i przerwę zimową spędziła na czwartej lokacie. Wiosną klub nie radził sobie już tak dobrze i ostatecznie uplasował się na dziewiątym miejscu. Najskuteczniejszym zawodnikiem był Mirosław Misiowiec, który przyszedł do Korony przed sezonem z Piasta Gliwice. W sezonie 1982/1983 po raz pierwszy doszło także do drugoligowych derbów Kielc pomiędzy Koroną i Błękitnymi, w których 1:0 zwyciężyli ci drudzy.
Przed sezonem 1983/1984 stanowisko trenera objął Józef Golla, który wcześniej prowadził ROW Rybnik. Drużynę wzmocnili m.in. Andrzej Brzeszczyński z Pogoni Siedlce i Jan Wyciślik z Polonii Bytom (król strzelców drugiej ligi, gr. wschodniej w sezonie 1981/1982). Korona po raz drugi dobrze rozpoczęła rozgrywki, po wyjazdowym zwycięstwie z płocką Wisłą objęła na trzy kolejki prowadzenie w tabeli. W rundzie rewanżowej klub nie radził sobie już tak dobrze, natomiast po porażce z Bronią Radom zwolniono Józefa Gollę i zatrudniono Czesława Palika. Ostatecznie Korona w stawce 16 zespołów uplasowała się na dziewiątej lokacie. Przed kolejnym sezonem poczyniono kolejne wzmocnienia. Klub rozgrywki rozpoczął od remisu i dwóch porażek, co spowodowało, że po trzech kolejkach zajmował przedostatnie miejsce. Przełamanie nastąpiło w wygranym pojedynku ze Stalą Rzeszów. W rundzie rewanżowej kielczanie prowadzeni byli już przez Czesława Fudaleja, pod którego wodzą radzili sobie zdecydowanie lepiej. Zakończyli rozgrywki na ósmym miejscu, z dorobkiem tylu samo punktów co piąta Stal Stalowa Wola.
Przed sezonem 1985/1986 doszło do kolejnej zmiany na stanowisku trenera. Czesława Fudaleja zastąpił Witold Sokołowski, który jeszcze w rundzie jesiennej został zmieniony przez Antoniego Hermanowicza. W przerwie zimowej piecze nad zespołem sprawowali Stanisław Maj i Bonawentura Marciniak, jednakże ostatecznie wiosną drużyną opiekował się Bogumił Gozdur. Rundę wiosenną piłkarze Korony rozpoczęli od pokonania Włókniarza Pabianice w domowym spotkaniu, ale później do 27. kolejki nie potrafili odnieść zwycięstwa. Wówczas wygrali z Hutnikiem Kraków, a następnie pokonali także Start Łódź, RKS Ursus Warszawa i Polonię Bytom. Komplet punktów w czterech ostatnich meczach sezonu zapewnił kielczanom 10. miejsce i utrzymanie w II lidze. Kolejne rozgrywki Korona rozpoczęła serią ośmiu spotkań bez zwycięstwa. Pierwszą wygraną zanotowała dopiero w dziewiątej serii meczów, pokonując w niej Resovię Rzeszów. Ostatecznie drużyna zajęła 13. lokatę, która oznaczała degradacje. W wyniku reorganizacji rozgrywek kielczanie mieli szansę uniknąć spadku, jednak w barażach nie sprostali Broni Radom i po pięciu latach spadli do III ligi. Degradacja spowodowała odejście wielu piłkarzy. Z biegiem czasu zespół uzupełniany był głównie własnymi wychowankami. Już po roku Korona mogła powrócić do grona drugoligowców, ale to Górnik Łęczna dzięki lepszemu bilansowi bramkowemu wywalczył awans.
W 1988 roku na stanowisku trenera zatrudniono ponownie Czesława Palika, przed którym zarząd postawił zadanie awansu do II ligi. O sile zespołu decydowali głównie młodzi wychowankowie, m.in. Wiesław Bartkowski i Paweł Kozak. Nie udało się jednak osiągnąć wyznaczonego celu – klub nie znalazł się nawet na podium, zajmując ostatecznie czwarte miejsce. Trzecią promocję do II ligi Korona uzyskała rok później. Mając w składzie Marka Parzyszka (strzelca 24 goli) drużyna w sezonie 1989/1990 zaliczana była do grona faworytów. Awans zapewnił jej przegrany mecz głównego rywala – Radomiaka Radom – z Błękitnymi Kielce.

### Lata 90.: Kryzys organizacyjno-finansowy i fuzja z Błękitnymi Kielce
Po wywalczeniu awansu Korona bez większych zmian w składzie przystąpiła do drugoligowych rozgrywek. Dopiero w ich trakcie pozyskano doświadczonych Mirosława Wnuka i Antoniego Fijarczyka. Na koniec Korona zajęła miejsce barażowe, a w meczach o utrzymanie okazała się lepsi od Ostrovii Ostrów Wlkp. Przed kolejnym sezonem z klubem pożegnał się m.in. stoper Wiesław Bartkowski, a w rozliczeniu za jego transfer do Kielc trafił napastnik Dariusz Zagórski. Okazał się on solidnym wzmocnieniem kieleckiej ofensywy. Rozgrywki drugoligowe Korona zakończyła na 13. miejscu, a trenerem w tamtym czasie był Ukrainiec Wołodymyr Bułhakow, dzięki któremu w zespole pojawili się Wiktor Rafalczuk i Ołeksandr Hij.
Od połowy 1989 roku klub zmagał się z problemami natury organizacyjnej oraz finansowej. Spowodowane one były zmianami ustrojowym państwa, poprzez które przedsiębiorstwa i zakłady przemysłowe wspierające Koronę, zostały sprywatyzowane. W tamtym okresie od klubu odłączyły się inne sekcje i została tylko sekcja piłki nożnej. Poszukiwano rozmaitych rozwiązań na zażegnanie kłopotów. W sprzedaży dostępne były cegiełki mające na celu zasilenie budżetu Korony, lecz również one nie pomogły. W styczniu 1993 roku doszło do założycielskiego spotkania drużyny Miejski Klub Sportowy – Sekcja Futbolowa Korona Kielce. Następnie klub MKS Korona został postawiony w stan likwidacji, a sekcję piłki nożnej przekazano do MKS-SF Korona. Pozwoliło to uratować zespół przed całkowitym rozpadem, ale nie uchroniło go od degradacji do III ligi. Na trzecioligowych boiskach kieleccy piłkarze występowali przez kolejne cztery sezony, plasując się w czołówce i walcząc o awans z KSZO Ostrowiec Św., Górnikiem Łęczna i MG MZKS Kozienice.
W 1995 roku podjęto rozmowy na temat połączenia Korony z Błękitnymi Kielce. Podpisano wstępne porozumienia, a do fuzji miało dojść po zakończeniu sezonu 1995/1996. W lipcu 1996 roku Korona pozyskała jednak solidnego sponsora, firmę „Nidę Gips” z Gacek. Na stanowisku trenera zatrudniono Włodzimierza Gąsiora, któremu postawiono zadanie awansu do II ligi. Zespół został oparty na młodych wychowankach i bardziej doświadczonych graczach jak Paweł Kozak, Dariusz Kozubek czy Krzysztof Pyskaty. Od początku rozgrywek na czoło tabeli wysunęły się Korona i MG MZKS Kozienice. W rundzie wiosennej zarysowała się widoczna przewaga kielczan nad innymi drużynami. Swojego najgroźniejszego rywala Korona wyprzedziła o 17 punktów. Kolejny sezon kielczanie rozpoczęli od wygranej z Unią Tarnów, natomiast w całych rozgrywkach odnieśli 13 zwycięstw. Najwyżej pokonali WKP Włocławek, którego w 24. kolejce zwyciężyli 6:0. Ostatecznie uplasowali się na ósmym miejscu. Osiągnięcie to poprawili w sezonie 1998/1999, zajmując szóstą lokatę. W 1999 roku ze sponsorowania klubu wycofała się firma „Nida Gips”, co spowodowało, że w następnych rozgrywkach drużyna zajęła przedostatnie miejsce i ponownie spadła do trzeciej ligi.
W trakcie sezonu 1999/2000 podjęto kolejne rozmowy dotyczące fuzji z Kieleckim Klubem Piłkarskim, który kontynuował działalność Błękitnych Kielce, zlikwidowanych w marcu 2000 roku. W lipcu tego roku przyjęto uchwałę o połączeniu drużyn seniorów Korony z KKP. Szkoleniowcem zespołu zbudowanego z piłkarzy Korony i byłych zawodników Błękitnych wybrano Jacka Zielińskiego. W drużynie zaszło kilka zmian kadrowych, m.in. Przemysław Cichoń trafił do KSZO Ostrowiec Św. Klub przyjął nazwę KKP Korona i przystąpił do rozgrywek III ligi, w której zajął 13. miejsce, dające utrzymanie.

### Lata 2000–2006: Przejęcie klubu przez Kolporter i debiut w Ekstraklasie
W sezonie 2001/2002 trenerem Korony był Robert Orłowski, jednak drużyna nie odegrała większej roli w walce o awans do wyższej klasy. Pomimo wzmocnień zespół uplasował się w środku tabeli, zajmując siódme miejsce. Latem 2002 roku sponsorem klubu została kielecka firma Kolporter S.A. Początkowo drużyna miała przyjąć nazwę KKP Kolporter, lecz wzbudziła ona wiele kontrowersji i ostatecznie do rozgrywek zgłoszono zespół pod szyldem KKP Kolporter–Korona. Trenerem został Tomasz Muchiński, a prezesem Wiesław Tkaczuk. Do klubu sprowadzono kilku doświadczonych piłkarzy, jednak początek nie był najlepszy w wykonaniu kieleckich zawodników. W wyniku przegranych meczów z Sandecją Nowy Sącz i Polonią Przemyśl, nastąpiła zmiana na stanowisku trenera – nowym szkoleniowcem został Dariusz Wdowczyk, a jego asystentem Andrzej Woźniak. Pod wodzą nowych trenerów kielczanie do końca rundy jesiennej nie ponieśli już żadnej porażki i przerwę zimową spędzili na drugim miejscu, tracąc pięć punktów do liderującej Cracovii. W wiosennym spotkaniu z najgroźniejszym rywalem na trybunach zasiadło 10 tysięcy kibiców, prezes PZPN, działacz UEFA i prezydenci miast. Przed pojedynkiem odbyły się zamknięte treningi z obu stron, żeby rywale niczego nie podpatrzyli. Kielczanie wygrali 1:0 po strzale Arkadiusza Bilskiego z rzutu wolnego w 31. minucie. Zwycięstwo z krakowskim zespołem nie zmieniło jednak układu tabeli – Korona zakończyła sezon na drugim miejscu.
1 lipca 2003 roku Kielecki Klub Piłkarski Kolporter Korona przekształcił się w Sportową Spółkę Akcyjną. Na początku sezonu zespół zremisował z rezerwami Wisły Kraków, lecz później radził sobie coraz lepiej, odnosząc pięć kolejnych zwycięstw. Na półmetku rozgrywek drużyna znajdowała się w czołówce tabeli, zaś w rundzie wiosennej była jednym z faworytów do awansu. Jej głównym rywalem była Stal Rzeszów, która ostatecznie zajęła drugie miejsce, natomiast kielczanie 29 maja 2004 roku zwyciężyli na wyjeździe z Hutnikiem Kraków i na dwie kolejki przed końcem sezonu zapewnili sobie promocję do II ligi. Równie dobrze Korona radziła sobie w rozgrywkach Pucharu Polski, docierając w nich do ćwierćfinału.

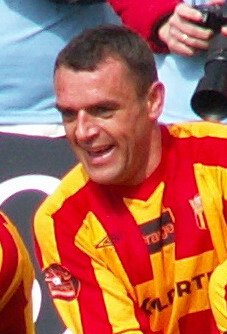
Grzegorz Piechna – król strzelców II i I ligi w barwach Korony Kielce

Przed rozpoczęciem kolejnych rozgrywek Korona nie była faworytem, jednak trener Dariusz Wdowczyk stwierdził, że jeżeli nadarzy się okazja awansu, to klub nie odpuści takiej szansy. W przerwie letniej drużynę opuściło kilku zawodników, którzy mieli swój udział w awansie do II ligi. W ich miejsce zostali sprowadzeni m.in. Arkadiusz Kaliszan, Grzegorz Piechna i Marek Szyndrowski. W pierwszym meczu sezonu kielczanie pokonali na własnym stadionie Jagiellonię Białystok 1:0 po golu Jakuba Grzegorzewskiego. W kolejnych sześciu pojedynkach Korona zdobyła 16. punktów. Pierwszą porażkę zanotowała dopiero w ósmej kolejce, przegrywając na wyjeździe z Zagłębiem Sosnowiec. Rundę jesienną kielecki klub zakończył na trzecim miejscu. W przerwie zimowej doszło do zmiany na stanowisku trenera – Dariusza Wdowczyka zastąpił Ryszard Wieczorek. Szkoleniowcem bramkarzy został Piotr Wojdyga, pracę podjął także fizjolog Jan Chmura. Zespół zasili m.in. Maciej Mielcarz, Grzegorz Bonin i Łukasz Załuska. W rundzie wiosennej kielczanie konsekwentnie realizowali swoje plany i jako jedyni nie przegrali żadnego meczu. 31 maja 2005 roku pokonali na wyjeździe GKS Bełchatów i na trzy kolejki przed końcem rozgrywek zapewnili sobie awans do Orange Ekstraklasy. Równie dobrze radzili sobie w Pucharze Polski, w którym ponownie dotarli do ćwierćfinału, przegrywając w nim rywalizację z Dyskobolią Grodzisk Wlkp.
Przed debiutanckim sezonem w I lidze klub dokonał trafnych wzmocnień, m.in. sprowadził Pawła Golańskiego, Marcina Kaczmarka i Brazylijczyka Hernâniego. Inauguracyjny mecz Korona rozegrała 26 lipca 2005 roku – zremisowała w nim bezbramkowo z Cracovią. Dwie następne porażki w spotkaniach z Odrą Wodzisław Śl. i Pogonią Szczecin nie zapowiadały końcowego sukcesu. Pierwsze zwycięstwo kielczanie odnieśli w czwartej kolejce, wygrywając u siebie z Polonią Warszawa 3:2 po trzech golach Grzegorza Piechny. Przerwę zimową Korona spędziła na trzecim miejscu w tabeli, będąc rewelacją rozgrywek. Przed rundą wiosenną do zespołu zostali sprowadzeni nowi gracze, m.in. Krzysztof Gajtkowski, Paweł Sasin i Mariusz Zganiacz. Z 13 spotkań rewanżowych Korona osiem rozegrała na własnym stadionie. Zespół grał widowiskową piłkę i posiadał swój własny styl. Kieleccy piłkarze narzucali wysokie tempo spotkań, którego nie potrafili wytrzymać rywale. W kluczowych momentach zabrakło im jednak ogrania i boiskowego doświadczenia. Ostatecznie uplasowali się na piątym miejscu w tabeli, a napastnik Korony Grzegorz Piechna z 21 golami na koncie został najlepszym strzelcem ligi. Po raz kolejny Korona dobrze radziła sobie w Pucharze Polski, docierając w nim do półfinału.

### Lata 2006–2010: Finał Pucharu Polski, karna degradacja i powrót do elity
Przed sezonem 2006/2007 w klubie zaszły kolejne zmiany kadrowe. Z Korony odszedł m.in. Grzegorz Piechna a kariery zakończyli Arkadiusz Bilski i Arkadiusz Kaliszan. W ich miejsce sprowadzono Veselina Đokovicia, Macieja Kowalczyka, Tomasza Brzyskiego i Piotra Bagnickiego. Po udanym starcie i zwycięstwie w dziewiątej kolejce nad Odrą Wodzisław Śl. kielczanie objęli prowadzenie w ligowej tabeli. Nie udało im się utrzymać go do końca rundy jesiennej, jednak wysokie trzecie miejsce spowodowało, że klub zapowiadał walkę o europejskie puchary. Wiosną zespół także znajdował się w czołówce, natomiast zwycięstwo z Widzewem Łódź spowodowało, że ponownie znalazł się na pierwszym miejscu. Później jednak nastąpił kryzys, a na stanowisku trenera Ryszarda Wieczorka zastąpił Arkadiusz Kaliszan. Ostatecznie drużyna uplasowała się na siódmym miejscu i nie wywalczyła awansu do europejskich pucharów. Lepszą dyspozycję zaprezentowała w Pucharze Polski, w którym dotarła do finału, przegrywając w nim 0:2 z Dyskobolią Grodzisk Wlkp.
Przed sezonem 2007/2008 klub opuścili Przemysław Cichoń, Marek Szyndrowski oraz Paweł Golański. W ich miejsce do drużyny sprowadzono Ediego Andradinę, Piotra Celebana, Piotra Świerczewskiego i Andriusa Skerlę; z wypożyczeń powrócili Marcin Drzymont i Cezary Wilk. Początek rozgrywek nie był udany dla kielczan. Rywalizowali oni z wymagającymi przeciwnikami, dopiero później zaczęli regularnie zwyciężać. W ośmiu kolejnych spotkaniach odnieśli siedem zwycięstw i jeden raz zremisowali. Na półmetku uplasowali się na drugim miejscu za Wisłą Kraków, jednak ze względu na Mistrzostwa Europy 2008 jesienią rozegrano jeszcze dwa pojedynki, w których Korona wywalczyła jedynie punkt i 2007 rok zakończyła na piątej pozycji. Korona całe rozgrywki zakończyła na szóstym miejscu. W Pucharze Polski odpadli w 1/8 finału. W wyniku ujawnionej korupcji w świętokrzyskim zespole, ze sponsoringu wycofał się Krzysztof Klicki. Biznesmen sprzedał za symboliczną złotówkę klub miastu.

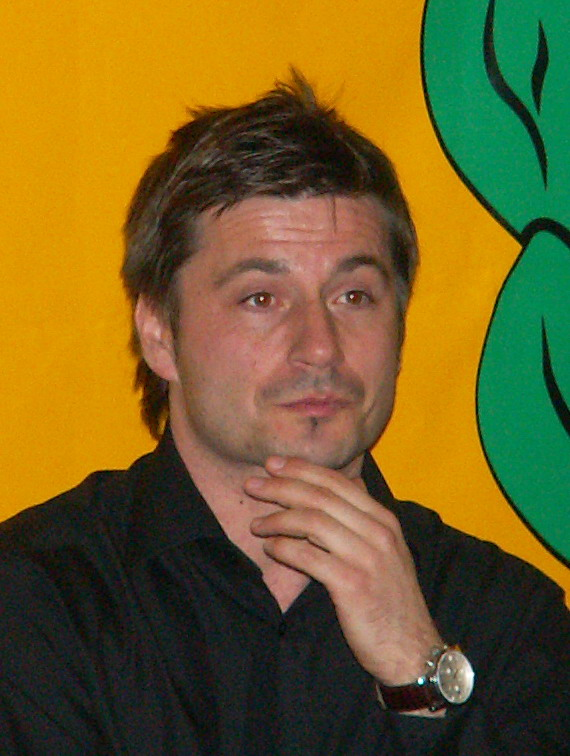
Arkadiusz Bilski – kapitan Korony w sezonie 2003/2004, w którym klub brał udział w korupcji

Dużym piętnem w historii klubu odcisnął się udział w aferze korupcyjnej. Kielecki klub został oskarżony o kupowanie meczów w sezonie 2003/2004 przez ówczesnego trenera Dariusza Wdowczyka, jego asystenta, kierownika klubu Pawła Wolickiego oraz 23 piłkarzy, którzy w tamtym czasie tworzyli kadrę Korony. Według prokuratury zawodnicy mieli ze swoich premii składać się na łapówki dla sędziów i obserwatorów PZPN. Najbardziej poszkodowanym zespołem okazała się Stal Rzeszów, która w feralnym sezonie straciła jeden punkt do Korony i w ten sposób została pozbawiona awansu. Na niekorzyść Stali ustawiono m.in. wyniki meczów z Pogonią Staszów i Polonią Przemyśl.
1 lipca 2008 roku Wydział Dyscypliny PZPN, mając dowody dostarczone przez prokuraturę we Wrocławiu (ustawienie 14 meczów w sezonie 2003/2004), ukarał Koronę degradacją o jedną klasę rozgrywkową. Dodatkowo klub z Kielc zapłacił 70 tys. zł. grzywny. Poprzednia decyzja WD PZPN mówiła także o rozpoczęciu nowego sezonu z 7 punktami ujemnymi, jednak po odwołaniu się władz klubu od tej decyzji, WD postanowił cofnąć tę karę. Korona Kielce wystartowała do nowego sezonu z zerowym bilansem punktowym. Klub złożył kolejne odwołanie od decyzji WD PZPN, tym razem do Trybunału Arbitrażowego przy PKOl. 6 sierpnia 2008 roku TA oddalił apelację Korony, tym samym karna degradacja klubu do I ligi w sezonie 2008/09 stała się faktem.
Aż 28 z 43 oskarżonych w sprawie Korony dobrowolnie poddało się karze. Do winy przyznali się obydwaj szkoleniowcy, zdecydowana większość piłkarzy oraz część sędziów. 12 sierpnia 2009 roku zapadły pierwsze wyroki. Najdotkliwszą karę dostał Paweł Wolicki, wieloletni kierownik Korony Kielce i jej zawodnik w latach 80. XX wieku, który do końca życia ma zakaz działalności w piłce nożnej. Oprócz niego skazano jeszcze czterech piłkarzy z Kielc – na kary od roku bezwzględnej dyskwalifikacji do pięciu lat w zawieszeniu.
W połowie września 2009 roku Dariusz Wdowczyk został skazany na trzy lata pozbawienia wolności w zawieszeniu na pięć, 100 tys. zł grzywny oraz 3-letni zakaz udziału w organizacji profesjonalnych zawodów sportowych. Jego ówczesny asystent, Andrzej Woźniak został potraktowany łagodniej. Sąd skazał go na 2,5 roku w zawieszeniu na trzy lata, 30 tys. zł grzywny i roczny zakaz działalności w profesjonalnej piłce nożnej. Obaj musieli pokryć koszty sądowego procesu. Również we wrześniu 2009 roku kielecki sąd rejonowy wydał wyroki w sprawie kilkunastu piłkarzy Korony. Skazani zostali m.in. Przemysław Cichoń, Jakub Zabłocki i Kamil Kuzera. 30 grudnia 2009 karę pozbawienia wolności w zawieszeniu sąd orzekł w stosunku do Dariusza Frankiewicza (w sezonie 2003/2004 zawodnika niespełna osiemnastoletniego). W styczniu 2010 skazany został natomiast Arkadiusz Bilski (kara dwóch lat pozbawienia wolności w zawieszeniu na cztery lata oraz 9,5 tys. zł grzywny).
Po karnej degradacji klubu do nowo utworzonej I ligi z zespołu odeszło kilku podstawowych zawodników, nastąpiła także zmiana na stanowisku trenera – Jacka Zielińskiego zastąpił Włodzimierz Gąsior. Korona sezon 2008/2009 rozpoczęła od trzech porażek z rzędu (ze Stalą Stalowa Wola, Podbeskidziem Bielsko-Biała i GKS-em Jastrzębie), jednak w kolejnych spotkaniach radziła sobie coraz lepiej i na koniec rundy jesiennej zajmowała trzecie miejsce w tabeli. W maju 2009 roku drużynę objął Marek Motyka, a Korona po zwycięstwie w ostatniej kolejce nad Dolcanem Ząbki zajęła trzecie miejsce i uzyskała prawo gry w barażach, które jednak zostały odwołane. 15 lipca 2009 roku, dzięki decyzji Komisji ds. Nagłych PZPN drużyna bezpośrednio awansowała do Ekstraklasy. 23 listopada 2009 roku z funkcji trenera został zwolniony Marek Motyka, którego miejsce zajął Marcin Sasal. 2009 rok Korona zakończyła niechlubną serią dziewięciu meczów bez wygranej z rzędu (najdłuższą taką w lidze). Przyjście nowego trenera zmieniło jednak oblicze zespołu. Marcin Sasal rozpoczął budowę składu od defensywy. Drużyna miała grać w tej formacji twardo. Żelazna obrona stała się podstawą do systematycznego oddalania się klubu od strefy spadkowej. W 28. kolejce Korona pokonała 1:0 Lechię Gdańsk i zapewniła sobie utrzymanie. W zamykającym sezon spotkaniu z Ruchem Chorzów kielczanie zwyciężyli 3:0, a wynik ten pozwolił im na zajęcie szóstego miejsca w ligowej tabeli.

### Lata 2010–2015: „Banda świrów”

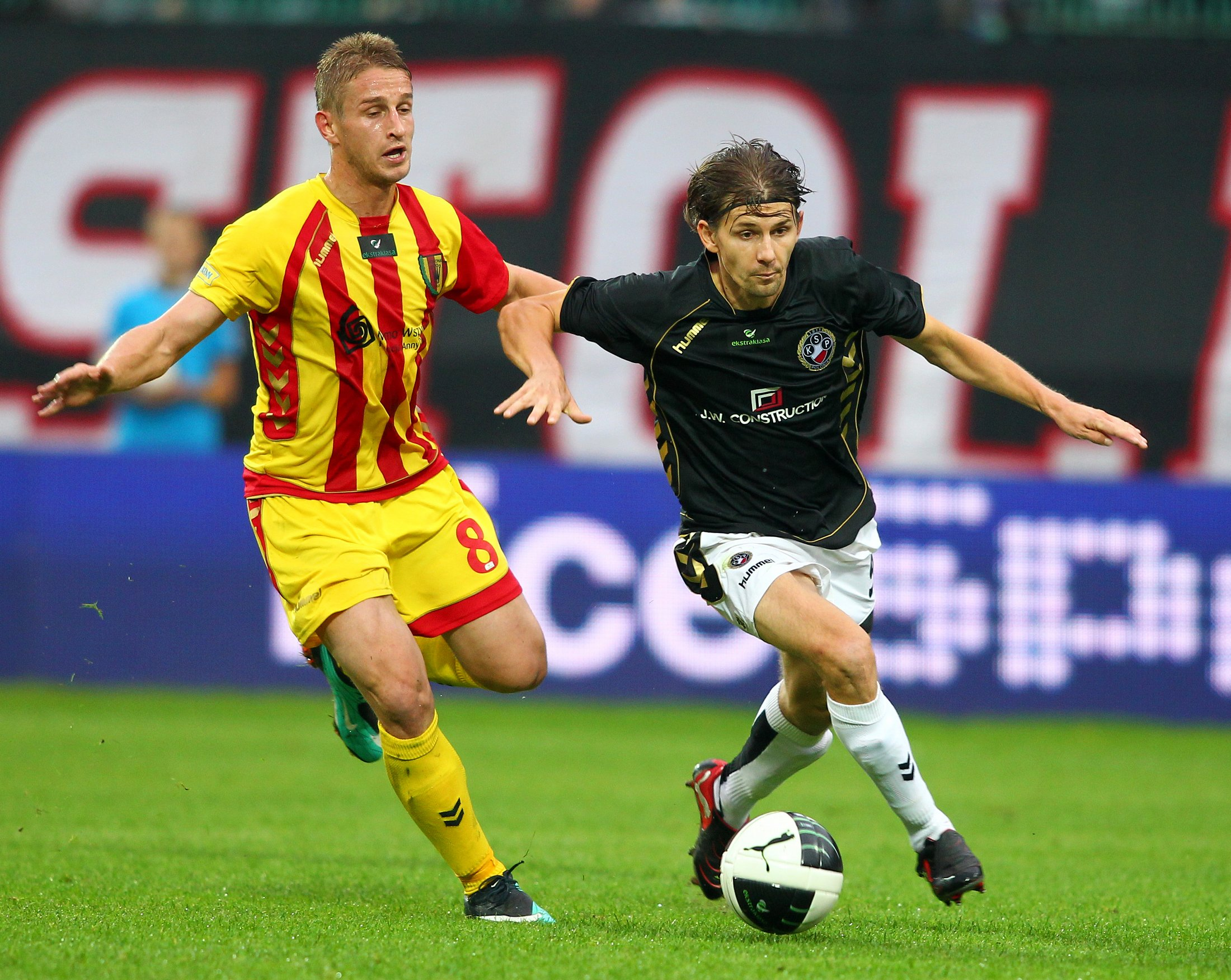
Mecz ligowy Polonii Warszawa i Korony Kielce w sezonie 2010/2011

Sezon 2010/2011 rozgrywek Ekstraklasy rozpoczął się dla Korony remisem z Zagłębiem Lubin, a następnie porażką z Widzewem Łódź na własnym boisku. Następnie Korona Kielce rozpoczęła serię siedmiu meczów bez przegranej (sześć zwycięstw i remis), dzięki czemu zapewniła sobie pozycję wicelidera tabeli. Dobrą passę drużyny przerwała Legia Warszawa, wygrywając mecz w Kielcach 4:1. Korona Kielce w następnej kolejce zwyciężyła z Lechią Gdańsk, dzięki czemu udało jej się utrzymać na wysokiej pozycji w tabeli. Już w następnym spotkaniu kielczanie mogli objąć pozycję lidera Ekstraklasy, lecz przegrali na wyjeździe z Arką Gdynia 2:1. W 13 kolejce Korona miała kolejną szansę na wyprzedzenie Jagiellonii Białystok, z którą rozgrywała mecz w Kielcach, lecz spotkanie zakończyło się remisem. Drużyna z Kielc do końca rundy jesiennej w 2 meczach zdobyła tylko jeden punkt, przegrywając z Górnikiem Zabrze i remisując z Lechem Poznań, dzięki czemu po zakończeniu rundy znajdowała się na czwartej pozycji. Runda wiosenna rozpoczęła się dla Korony w sposób dość nieprzewidywalny, drużyna z Kielc nie wygrała żadnego meczu aż do 22 kolejki, kiedy to zmierzyła się ze Śląskiem Wrocław i pokonała go 1:0. Po zwycięstwie nad drużyną z Wrocławia, Korona nie wygrała żadnego meczu aż do 27 kolejki, przez co spadła do strefy spadkowej. Z powodu złych wyników został zwolniony trener drużyny Marcin Sasal. Kielczanom udało się zdobyć 3 punkty z Arką Gdynia w 27 kolejce oraz Górnikiem Zabrze w 29 kolejce dzięki czemu zapewnili sobie utrzymanie w Ekstraklasie. Ostatni mecz rozegrany z Lechem Poznań zakończył się porażką Korony 4:0 i uplasował drużynę z Kielc na 13 pozycji w tabeli. Po zakończeniu sezonu na trenera został wybrany Leszek Ojrzyński, a kilka dni później został skompletowany cały sztab Korony na sezon 2011/2012.
Jeszcze przed zakończeniem sezonu z Korony odszedł Edi Andradina, zawodnik, który grał w Kielcach od 2007 roku i zdobył dla niej 29 bramek. Andradina, odchodząc, zwolnił pozycję kapitana drużyny, którą w sezonie 2011/2012 objął Kamil Kuzera, wychowanek kieleckiego klubu. W przerwie wakacyjnej z Korony odszedł Andrzej Niedzielan, najbardziej bramkostrzelny zawodnik, który w barwach Korony rozegrał 25 meczów i zdobył 12 bramek. W przerwie wakacyjnej kielecka drużyna rozegrała dwa sparingi z Łódzkim Klubem Sportowym, który awansował do Ekstraklasy. Oba mecze zakończyły się zwycięstwem kielczan. Korona wygrała również sparing z Zagłębiem Lubin i Wierną Małogoszcz oraz zremisowała sparing z Widzewem Łódź.
Sezon 2011/2012 rozgrywek Ekstraklasy rozpoczął się dla Korony zwycięstwem z Cracovią 2:1. Drużyna z Kielc na początku sezonu uzyskała nowego sponsora, którym zostały Targi Kielce sponsorujące wówczas też utytułowaną drużynę szczypiornistów z Kielc – Vive Targi Kielce. Następne trzy spotkania kielczan – z Ruchem Chorzów, Jagiellonią Białystok i Wisłą Kraków zakończyły się remisem, dzięki czemu Korona uplasowała się na szóstej pozycji w tabeli. Następnie drużyna z Kielc wywalczyła trzy punkty w meczu wyjazdowym do Bielska-Białej, gdzie podejmowała ich drużyna Podbeskidzia. Następny mecz Korona rozegrała na własnym boisku, gdzie zwyciężyła drużynę Śląska Wrocław i zapewniła sobie pozycję lidera T-Mobile Ekstraklasy. W kolejnym meczu rozegranym na Stadionie Miejskim kielczanie podejmowali zespół Lechii Gdańsk, który zwyciężyli po bramce zdobytej przez Jacka Kiełba oraz obronili pozycję lidera tabeli. W dwóch następnych kolejkach zawodnicy Korony zdobyli cztery punkty, dzięki bezbramkowemu remisowi z Polonią Warszawa oraz wygranej 2:0 z Górnikiem Zabrze co pozwoliło im na utrzymanie się na pozycji wicelidera. W następnych trzech kolejkach Korona nie zdobyła ani jednego punktu, przegrywając z Lechem Poznań 1:0, Zagłębiem Lubin 3:1 oraz ŁKS-em Łódź 2:0, przez co spadła na 5 pozycję w tabeli T-Mobile Ekstraklasy. W następnej kolejce kielczanie podejmowali zespół z Bełchatowa, podczas którego do przerwy wygrywali 2:0, jednak mecz ostatecznie zakończył się remisem 2:2. W 14 kolejce Korona grała na wyjeździe w Łodzi z Widzewem skąd udało jej się wywieźć jeden punkt, po bezbramkowym remisie. W następnej kolejce do Kielc przyjechała drużyna Legii Warszawa, która walczyła o awansowanie na pozycję lidera, jednak po bramce Macieja Korzyma kielczanom udało się zwyciężyć i awansować na szóstą lokatę w tabeli. W rundzie jesiennej kielczanie zdobyli jeszcze jeden punkt w dwóch meczach, bezbramkowo zremisowali z Cracovią i przegrali z Ruchem Chorzów.
Rundę wiosenną Korona rozpoczęła od czterech zwycięstw: z Jagiellonią Białystok 2:0, Wisłą Kraków 1:0, Podbeskidziem Bielsko-Biała 2:0 oraz Śląskiem Wrocław 2:1. Po meczu z Jagiellonią do Pogoni Szczecin przeszedł Hernâni da Rosa, który w kieleckiej drużynie rozegrał 129 spotkań. Jeszcze przed następną kolejką trener Leszek Ojrzyński postanowił przetestować różne ustawienia na boisku oraz formę zawodników grających w drużynie Młodej Ekstraklasy, w tym celu kielczanie rozegrali sparing z Dolcanem Ząbki, który przegrali 1:3. Zwycięską passę Korony przerwał bezbramkowy remis z Lechią Gdańsk na wyjeździe. W 23. kolejce kielczanie zwyciężyła na własnym boisku z Polonią Warszawa 3:0. W kolejnym meczu Korona przegrała na wyjeździe z Górnikiem Zabrze 2:0. W następnych dwóch meczach kielczanie podejmowali Lech Poznań, z którym zremisowała 2:2 oraz Zagłębie Lubin, z którym przegrała 2:0. W następnych dwóch meczach Korona zdobyła komplet punktów, wygrywając na wyjeździe 2:0 z ŁKS-em Łódź oraz 2:0 z GKS-em Bełchatów. W 29. kolejce kielczanie podejmowali na swoim stadionie Widzew Łódź, mecz zakończył się zwycięstwem gości 2:0. W ostatniej kolejce sezonu 2011/2012 Korona przegrała na wyjeździe z Legią Warszawa 1:0 i zakończyła sezon na 5 pozycji w tabeli. Korona przed startem rozgrywek była skazywana przez wielu eksportów na spadek z Ekstraklasy. Tak narodziła się kielecka „Banda Świrów”.

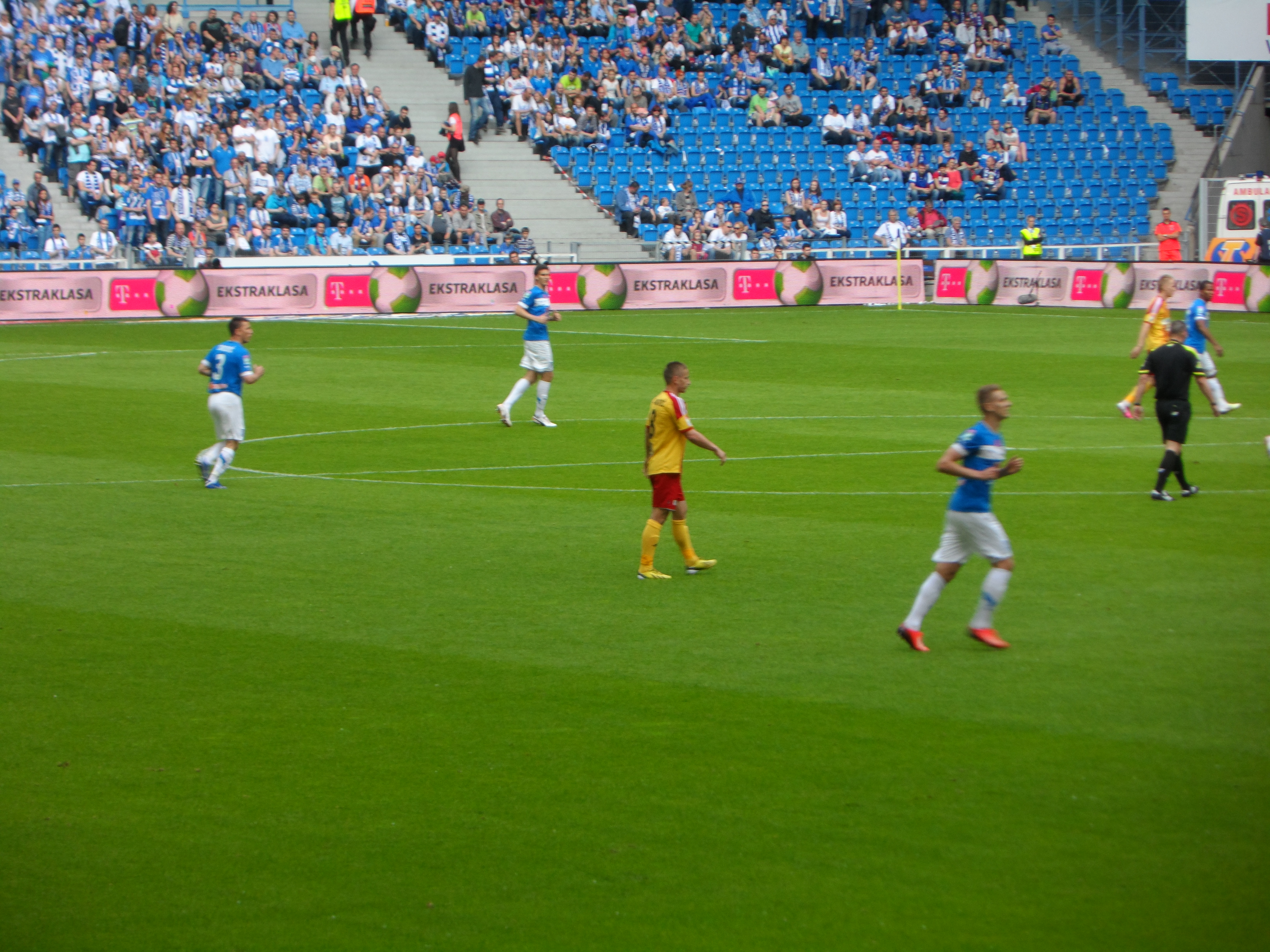
Mecz ligowy Lecha Poznań i Korony Kielce w sezonie 2012/2013

Przed sezonem 2012/2013 drużynę wzmocniono Michałem Janotą, Jánosem Székelym i doświadczonym Marcinem Żewłakowem. Transfery miały gwarantować grę na takim samym poziomie, co w poprzednich rozgrywkach. Korona w trakcie sezonu jednak nie spełniała oczekiwań właścicieli. Dużą komplikacją była poważna kontuzja lidera Korony w środku pola, czyli Aleksandara Vukovicia, który w trakcie rundy jesiennej musiał poddać się operacji pleców. Serb wprawdzie wiosną na chwilę wrócił na boisko, ale po rozegraniu jednego spotkania postanowił zakończyć karierę sportową. Kielczanom nie pomogło też wyjazdowe fatum, które spadło na zespół Leszka Ojrzyńskiego. W całym sezonie Żółto–czerwoni nie wygrali żadnego meczu na obcym terenie. Zdecydowanie częściej punktowano na stadionie w Kielcach, ale i tak pozwoliło to tylko na zajęcie 11. miejsca w tabeli.
Rozgrywki sezonu 2013/2014 upłynęły pod znakiem dużego zamieszania. Korona pechowo rozpoczęła sezon od remisu 0:0 ze Śląskiem Wrocław, przegraną 2:3 z Wisłą po karnym w ostatniej minucie meczu oraz porażką 1:2 w Łodzi z Widzewem, po tym, jak w 3. minucie czerwoną kartkę dostał Zbigniew Małkowski. Za złe wyniki klubu posadą zapłacił trener Leszek Ojrzyński. Spotkało się to z ogromnym sprzeciwem piłkarzy oraz kibiców kieleckiego klubu. Decyzja jednak była nieodwołalna. Niedługo później nowym szkoleniowcem Korony został Hiszpan José Rojo Martín „Pacheta”. Obcokrajowcowi długo zajęło przystosowanie się do realiów polskiej piłki, ale w końcu jego praca zaczęła przynosić efekty. Korona stopniowo zaczęła odbijać się od dna tabeli i niewiele brakło, a po sezonie zasadniczym zmieściłaby się w czołowej ósemce ligi. Liga bowiem po 30. kolejkach podzielona została na grupę mistrzowską i spadkową, a dotychczasowo zdobyte punkty zostały podzielone przez dwa. Do grupy mistrzowskiej Koronie zabrakło zaledwie dwóch punktów. Ostatecznie po rundzie finałowej, czyli siedmiu dodatkowych spotkaniach, Żółto–czerwoni zajęli dopiero 13. miejsce, co pozwoliło na utrzymanie się w ekstraklasie.
W międzyczasie doszło do zmiany na stanowisku prezesa Korony Kielce. Nowym sternikiem klubu został Marek Paprocki, który rozpoczął plan oszczędnościowy w klubie. W kolejnych rozgrywkach kierunek hiszpański zastąpiono „francuskim”. Trener Pacheta postanowił, że nie będzie już prowadził Korony, dlatego jego misję przejął Ryszard Tarasiewicz. W miejsce kontuzjowanego Zbigniewa Małkowskiego sprowadzono Vytautasa Černiauskasa, a do gry w polu zakontraktowano Iworyjczyka Boliguibię Ouattarę, Leândro oraz Nabila Aankoura. Dużym echem w środowisku piłkarskim obił się też transfer Oliviera Kapo, byłego reprezentanta Francji i w przeszłości zawodnika Juventus F.C. Pożegnano się natomiast m.in. z Maciejem Korzymem, Pavolem Staňo, Tomaszem Lisowski i Arturem Lenartowskim. Pierwszą wygraną w sezonie 2014/2015 Koroniarze zanotowali w 8. kolejce. Potem gra zaczęła się wreszcie zazębiać, zwłaszcza wiosną, w której kielczanie do końca bili się o awans do grupy mistrzowskiej. Podopieczni Tarasiewicza zaliczyli 9 meczów bez porażki, ale nie starczyło to do czołowej ósemki. Tym razem zabrakło tylko dwóch punktów. Po trzech porażkach z Ruchem Chorzów, Zawiszą Bydgoszcz i Górnikiem Łęczna nad Kielcami zaczęło unosić się widmo spadku z najwyższej ligi. Jednak w ostatnich meczach wyniki się poprawiły. Najpierw w dramatycznych okolicznościach udało się uratować remis z GKS–em Bełchatów, a następnie w kluczowym meczu o utrzymanie kielczanie wygrali z Podbeskidziem Bielsko–Biała 3:1. Dzięki zwycięstwu Korona nie tylko się utrzymała w lidze, ale też zakończyła sezon na 11. miejscu w tabeli.

### Lata 2015–2019: Od problemów finansowych do nowego właściciela
Mimo że utrzymanie w sezonie 2014/2015 udało się wywalczyć na boisku, to istniało duże prawdopodobieństwo, że Korona w ogóle nie przystąpi do rozgrywek sezonu 2015/2016. Pod koniec czerwca 2015 roku radni miasta Kielce postawili veto w sprawie dalszego finansowania klubu. Ogromne zamieszanie przed sezonem miało negatywne skutki, klub nie mógł przez długi czas podpisywać nowych kontraktów, które były niezbędne w utrzymaniu odpowiedniego poziomu sportowego. Z klubu odeszli między innymi Vytautas Černiauskas, Paweł Golański, Jacek Kiełb, Luís Carlos oraz Leândro, z którymi nie przedłużono umów. Na rynku transferowym Korona wystartowała z opóźnieniem, pozyskano bramkarza Dariusza Trelę, łotewskiego obrońcę Vladislavsa Gabovsa oraz Rafała Grzelaka i Tomasza Zająca, a w ostatnim dniu okna transferowego także hiszpańskiego napastnika Airama Cabrerę, Bartłomieja Pawłowskiego i Macieja Wilusza. Oprócz tego do kadry dołączono młodszych piłkarzy, którzy wcześniej grali jedynie w rezerwach drugiej drużyny. Misję scalania zespołu powierzono trenerowi Marcinowi Broszowi. Początek sezonu był udany, gdyż Korona plasowała się w górnej połowie tabeli. Ostatecznie jednak po 30 kolejkach rundy zasadniczej Żółto–czerwoni zajęli 10. miejsce ze stratą tylko jednego punktu do 8. miejsca premiowanego grą w grupie mistrzowskiej. Po podziale punktów w fazie finałowej Koroniarze pewnie utrzymali przewagę nad strefą spadkową i zakończyli sezon 2015/2016 na 12. pozycji w tabeli końcowej. Airam Cabrera z 16 bramkami na koncie został wicekrólem strzelców ligi. W przerwie zimowej do zespołu dołączył Bartosz Rymaniak, który w następnych latach był jednym z liderów Korony, a od 2018 roku również kapitanem kieleckiej drużyny.
Przed startem sezonu 2016/2017 w kadrze Korony znów nastąpiły spore zawirowania. Umowa z klubem skończyła się trenerowi Marcinowi Broszowi, a jego następcą został Tomasz Wilman, wcześniej asystent Pachety, Tarasiewicza i Brosza. Nowy szkoleniowiec musiał się zmierzyć ze sporym wyzwaniem, bo z Korony w letnim okienku transferowym odeszli przewodni piłkarze tacy jak: Airam Cabrera, Vlastimir Jovanović, Bartłomiej Pawłowski, Kamil Sylwestrzak oraz Dariusz Trela. W ich miejsce sprowadzono Macieja Gostomskiego, Michala Peškovicia, Kena Kallaste, Mateusza Możdżenia oraz Hiszpanów Daniego Abalo i Miguela Palankę. Do Kielc postanowił powrócić także Jacek Kiełb. Na początku sezonu drużyna ponownie prezentowała się świetnie. Po 8. kolejce Żółto–czerwoni zajmowali znakomitą 4. pozycję. Potem jednak kielczan dopadł ogromny kryzys, z którego nie mogli się wydostać przez kolejnych sześć spotkań. Czarę goryczy przelała wyjazdowa porażka 0:4 z Ruchem Chorzów, po której odsunięty od zespołu został trener Tomasz Wilman. W kolejnych dwóch spotkaniach drużynę poprowadził Sławomir Grzesik, który przegrał z Legią Warszawa 2:4, a następnie wygraną 3:1 w Niecieczy przerwał serię przegranych.
10 listopada 2016 roku pierwszym trenerem Żółto–czerwonych został Maciej Bartoszek, którego sprowadzono z lidera I ligi, Chojniczanki Chojnice.
W międzyczasie w Urzędzie Miasta Kielce toczyły się negocjacje mające na celu sprzedanie akcji klubu prywatnemu właścicielowi. Najbardziej zdeterminowany był Dieter Burdenski, w latach 1972–1988 bramkarz niemieckiego Werderu Brema, a wówczas przedsiębiorca. Niemiec polskiego pochodzenia w 2017 roku kupił 72% akcji Korony Kielce i został większościowym udziałowcem. Natomiast 28% akcji nadal należało do Gminy Kielce. Za zmianami właścicielskimi poszły także roszady w Zarządzie klubu. Nowym prezesem został Krzysztof Zając, a funkcję wiceprezesa powierzono Markowi Paprockiemu.
Od początku zmiany właściciela wprowadzono wiele reform w klubie, od sezonu 2017/2018 nowym trenerem został Włoch Gino Lettieri, a sponsorem technicznym niemieckie przedsiębiorstwo Puma. Pozyskani w letnim okienku transferowym Elia Soriano, Nika Kaczarawa, Goran Cvijanović, Łukasz Kosakiewicz, Michael Gardawski i Zlatan Alomerović stali się piłkarzami pierwszego składu. Kielecka drużyna w sezonie 2017/2018 charakteryzowała się bardzo dobrym przygotowaniem fizycznym i organizacją gry, szczególnie w ofensywie i w środku pola. Korona w zmaganiach ligowych zdobyła w sumie 49 goli, co stanowi najwyższy wynik spośród wszystkich sezonów na poziomie Ekstraklasy. Żółto-czerwoni zdobyli 25 bramek na terenie rywala i było to wyrównanie najlepszego rezultatu. Kielczanie byli równie skuteczni na terenie rywala w swoim debiutanckim sezonie 2005/2006. Rekordem Lotto Ekstraklasy w sezonie 2017/2018 należącym do Korony jest najwyższa wyjazdowa wygrana. Kielczanie pokonali Lechię Gdańsk na jej terenie 5:0. Korona Kielce zakończyła sezon na 8. miejscu, grając drugi raz z rzędu w grupie mistrzowskiej. Zespół trenera Gino Lettieriego był bliski zagrania w finale Pucharu Polski po raz drugi w historii (ostatni i jedyny raz Korona zagrała w nim w 2007 roku), zakończył jednak swój udział w półfinale, w którym jako gospodarz wygrał pierwszy mecz z obrońcą tytułu Arką Gdynia 2:1, jednak przegrał rewanż w Gdyni 1:0 i odpadł z rozgrywek przez zasadę przewagi bramek zdobytych w meczach wyjazdowych. Po sezonie klub pożegnał się między innymi z kapitanem Radkiem Dejmkiem, podstawowym bramkarzem Zlatanem Alomeroviciem i najlepszym strzelcem Niką Kaczarawą.
Od sezonu 2018/2019 nowym sponsorem głównym Korony Kielce zostało przedsiębiorstwo Suzuki Motor Poland, logotyp Suzuki zajmował centralne miejsce na koszulkach meczowych. We wrześniu na mocy nowego kontraktu firma zastąpiła Kolportera jako sponsor tytularny stadionu Korony Kielce. 1 listopada 2018 roku stadion oficjalnie zmienił nazwę na Suzuki Arena. 30 października 2018 roku Korona Kielce trafia w ręce spółki „Korona Investment GmbH”, na której czele stał Andreas Hundsdörfer, który został nowym właścicielem klubu. Po odejściu z klubu Radka Dejmka opaskę kapitańską przejął Bartosz Rymaniak. Klub pozyskał latem takich piłkarzy jak Felicio Brown Forbes, Wato Arweladze, bratanek byłego piłkarza AFC Ajax Szoty, Matej Pučko czy Michał Miśkiewicz. Zespół Korony przez większą część rundy jesiennej zajmował lokaty dające awans do Grupy Mistrzowskiej, rok 2018 zakończył, zajmując 7 pozycję ze stratą tylko 2 punktów do 3 miejsca. W zimowym okienku transferowym klub opuścił podstawowy obrońca klubu, reprezentant Senegalu Djibril Diaw, który odszedł do francuskiego Angers SCO z Ligue 1 w jego miejsce do Korony sprowadzono Joonasa Tamma, piłkarza występującego wcześniej w norweskiej Eliteserien. Korona od wiosny 2019 roku zawodziła, przegrywając między innymi u siebie wysoko z Wisłą Kraków 2:6 i w meczu 29 kolejki 0:2 z Zagłębiem Lubin, w którym grała o zachowanie szans awansu do grupy mistrzowskiej. W ostatniej kolejce przed podziałem na grupy Korona uległa w meczu z przyszłym mistrzem Polski Piastem Gliwice w wyjazdowym spotkaniu 4:0 i sezon kontynuowała w grupie „spadkowej”. Kończąc ostatecznie rozgrywki na pozycji 10 z 47 punktami w tabeli i zapasem 7 punktów przewagi nad strefą spadkową.
22 maja 2019 roku podopieczni Marka Mierzwy i Krzysztofa Mądzika powtórzyli klubowy sukces sprzed jedenastu lat i zdobyli z zespołem mistrzostwo Polski juniorów starszych. Po ostatnim meczu odebrali na Suzuki Arenie puchar oraz medale za triumf w rozgrywkach Centralnej Ligi Juniorów.
Przed rozpoczęciem sezonu 2019/2020 Koronę opuścił między innymi dotychczasowy kapitan Bartosz Rymaniak, który przeniósł się do Piasta Gliwice oraz Elia Soriano, najskuteczniejszy strzelec kieleckiego zespołu w poprzednim sezonie, który odszedł do holenderskiego VVV Venlo. Z Koroną związali się za to piłkarze z ekstraklasową przeszłością: Michał Żyro, Michal Papadopulos czy Daniel Dziwniel. Do klubu dołączył również reprezentant Nowej Zelandii Themistoklis Tzimopoulos oraz, na zasadzie wypożyczenia, Urugwajczyk Rodrigo Zalazar i Argentyńczyk Andrés Lioi. W pierwszym meczu sezonu Korona wygrała 1:0 wyjazdowe spotkanie rozgrywane na GIEKSA Arenie w Bełchatowie z Rakowem Częstochowa. Strzelcem bramki, z rzutu karnego, był Adnan Kovačević nowy kapitan kieleckiej drużyny. W drugiej kolejce Korona przegrała w meczu rozgrywanym u siebie 2:1 z zespołem Legii Warszawa tracąc bramkę w ostatniej akcji meczu. W kolejnych spotkaniach Korona zanotowała remis i cztery porażki zajmując po 7. kolejce ostatnią pozycję w ligowej tabeli.

### Lata 2020–2022: Spadek do I ligi, sprzedaż miastu i powrót do Ekstraklasy
Ostatecznie sezon 2019/2020 zakończył się dla Korony Kielce spadkiem z Ekstraklasy. 31 sierpnia 2019, po ponad dwóch latach, od prowadzenia drużyny odsunięty został Gino Lettieri. Tymczasowo funkcję trenera pierwszej drużyny piastował Sławomir Grzesik. 16 września 2019 nowym trenerem został Mirosław Smyła. 6 marca 2020 nowym szkoleniowcem Korony został Maciej Bartoszek. Przed rozpoczęciem sezonu 2020/2021 Koronę opuścili m.in.: Michael Gardawski, Marcin Cebula, Jakub Żubrowski, Adnan Kovačević  i Michał Żyro. Po spadku Korony Kielce z Ekstraklasy dotychczasowy większościowy udziałowiec sprzedał 72% akcji klubu za „symboliczną złotówkę” miastu. Sezon 2020/2021 Korona zakończyła na 12. miejscu z dorobkiem 41 punktów.
11 marca 2021, po uprzedniej rezygnacji Macieja Bartoszka tymczasowym trenerem został Kamil Kuzera. Od 16 kwietnia 2021 do 29 listopada tego samego roku funkcję szkoleniowca zespołu pełnił Dominik Nowak. Do 17 grudnia 2021 obowiązki trenera wykonywał Kamil Kuzera, który tego dnia został zastąpiony przez Leszka Ojrzyńskiego. Podczas okienek transferowych w sezonie 2021/2022 do klubu dołączyli m.in. Dawid Błanik, Michał Koj, Piotr Malarczyk, Adrian Danek, Adam Frączczak, Dalibor Takáč, Jauhienij Szykauka i Roberto Corral. Sezon 2021/2022 Korona zakończyła na 4. miejscu z dorobkiem 56 punktów. 29 maja 2022, po uprzednim zwycięstwie w półfinale baraży o udział w Ekstraklasie nad Odrą Opole, Korona Kielce wygrała finał baraży z Chrobrym Głogów 3:2 po dogrywce. Gole dla „Koroniarzy” zdobyli Adam Frączczak (dwie) i Jacek Kiełb.

### Lata 2022–2024: Walka o utrzymanie w Ekstraklasie
Pierwszy mecz po powrocie do Ekstraklasy Korona rozegrała w Kielcach z Legią Warszawą. Mecz zakończył się wynikiem 1:1. Pierwszą bramkę dla ekipy z Kielc w sezonie 2022/2023 strzelił Jakub Łukowski. 30 sierpnia 2022 roku Korona zmierzyła się w ramach I rundy Pucharu Polski ze Stalą Rzeszów. W meczu rozgrywanym w Rzeszowie Złocisto-krwiści wygrali po rzutach karnych 10:9 (wynik po 120 minutach – 3:3). W 1/16 finału drużyna z Kielc trafiła na Górnik Łęczna, z którym przegrała 0:1. 29 października doszło do zwolnienia Leszka Ojrzyńskiego z funkcji trenera zespołu. Jego miejsce zajął Kamil Kuzera, który pierwotnie został trenerem tymczasowym, jednak 23 listopada 2022 roku został ogłoszony jako stały trener do końca sezonu. Korona zakończyła sezon ostatecznie na 13. pozycji z 4 punktami przewagi nad strefą spadkową.
W lipcu 2023 roku Korona świętowała swoje 50-lecie.
Drugi sezon po powrocie do elity również zakończył się utrzymaniem kieleckiego zespołu, który zajął 14. miejsce z dorobkiem 38 punktów utrzymując się po wygranej w ostatniej kolejce 2:1 z Lechem Poznań na wyjeździe. Korona dotarła również do 1/4 finału Pucharu Polski, gdzie odpadła w rywalizacji z Jagiellonią Białystok przegrywając po dogrywce 1:2.

### Sezon 2024/2025: Sprzedaż klubu
Po 2. kolejce sezonu 2024/2025 doszło do zwolnienia trenera Kamila Kuzery. Tymczasowo jego funkcję przejął Mariusz Arczewski, który poprowadził Koronę w zremisowanym 1:1 meczu z Motorem w Lublinie. 7 sierpnia trenerem został Jacek Zieliński, dla którego był to powrót do klubu z Kielc po 24 latach.
W Pucharze Polski Korona ponownie dotarła do ćwierćfinału odpadając tym razem po porażce 0:2 z Ruchem Chorzów. Po drodze klub z Kielc pokonał Stal Mielec, Lecha II Poznań i Widzewa Łódź.
W trakcie sezonu 2024/2025 doszło do procesu sprzedaży klubu. 11 lutego przedstawiono grupę potencjalnych zainteresowanych przejęciem Korony, której reprezentantem był Mariusz Siewierski. Konferencja prasowa z udziałem potencjalnego nowego zainteresowanego wzbudziła jednak obawy zarówno kibiców klubu, jak i radnych miasta, co doprowadziło do odroczenia procedowania uchwały w sprawie sprzedaży Korony przez miasto. Kilka dni później chęć przejęcia Korony zasugerował Łukasz Maciejczyk. Ostatecznie po rozmowach z radnymi, został on zaakceptowany i 6 marca przyjęto uchwałę, w ramach której 99% akcji ma zostać sprzedana nowemu właścicielowi.
Korona rozgrywki zakończyła na 11. miejscu. W połowie czerwca 2025 roku klub z Kielc sprzedał Mariusza Fornalczyka do Widzewa Łódź za 1,5 mln euro, przez co stał się on najdrożej sprzedanym piłkarzem w historii Korony.

## Osiągnięcia

### Rozgrywki
Drużyna seniorska:
- Ekstraklasa:
  - 5. miejsce (3): 2006, 2012, 2017
- Puchar Polski:
  - Finalista (1): 2007

Drużyny młodzieżowe:
- Młoda Ekstraklasa:
  - 2. miejsce (1): 2008
- Mistrzostwa Polski juniorów starszych:
  - 1. miejsce (2): 2008, 2019
  - 2. miejsce (1): 1997

### Odznaczenia
- Złoty Medal PZPN: 1998[181]

## Nazwy
- 1973 – Kieleckie Stowarzyszenie Sportowe Korona
- 1980 – Międzyzakładowy Klub Sportowy Korona
- 1993 – Miejski Klub Sportowy – Sekcja Futbolowa Korona Kielce
- 1996 – Korona Nida Gips
- 2000 – Kielecki Klub Piłkarski Korona
- 2002 – Kolporter Korona Kielce
- 2003 – Sportowa Spółka Akcyjna Kolporter Korona Kielce
- 2007 – Kolporter Korona Spółka Akcyjna
- 2008 – Korona Spółka Akcyjna

## Korona w rozgrywkach

### Rozgrywki ligowe
Korona po powstaniu w 1973 roku przystąpiła do rywalizacji w lidze okręgowej, stanowiącej trzeci poziom rozgrywkowy, który do tej pory jest najniższym, w jakim klub występował w całej swojej historii. W II lidze drużyna zadebiutowała w sezonie 1975/1976, a pierwszy awans do I ligi wywalczyła w 2005 roku.
Korona Kielce w dawnej III lidze (obecnie II lidze) występowała przez 17 sezonów i stoczyła w niej łącznie 500 pojedynków. Odniosła 257 zwycięstw (51,4%), 116 razy spotkania z jej udziałem kończyły się remisem, a 127 meczów przegrała. W II lidze (od sezonu 2008/2009 I liga) klub rywalizował przez 14 lat. Rozegrał w tym czasie 462 mecze, z czego wygrał 154 (33,3%), zremisował 120, a porażkę poniósł w 188.
Korona Kielce rozegrała dotychczas 16 pełnych sezonów w Ekstraklasie (do 2008 roku I liga). W najwyższej polskiej klasie rozgrywkowej stoczyła 571 pojedynków. Odniosła 191 zwycięstw, 168 razy zremisowała, a 212 spotkań przegrała. W tabeli wszech czasów Ekstraklasy zajmuje 19. miejsce.

#### Bilans ligowy
| sezon   | liga                              | poziom ligowy | miejsce | mecze | Z   | R   | P   | bilans bramek | punkty | uwagi                                                        |
| ------- | --------------------------------- | ------------- | ------- | ----- | --- | --- | --- | ------------- | ------ | ------------------------------------------------------------ |
| 1973/74 | Klasa Wojewódzka (grupa kielecka) | III           | 4/15    | 28    | b/d | b/d | b/d | 38-20         | 35     |                                                              |
| 1974/75 | Klasa Wojewódzka (grupa kielecka) | III           | 1/14    | 26    | 18  | 5   | 3   | 58-15         | 41     | za zwycięstwo przyznawano 2 pkt; awans do II ligi            |
| 1975/76 | II liga (grupa południowa)        | II            | 15/16   | 30    | 10  | 4   | 16  | 27-37         | 24     | za zwycięstwo przyznawano 2 pkt; spadek do III ligi          |
| 1976/77 | III liga (grupa III)              | III           | 6/14    | 26    | 12  | 3   | 11  | 37-33         | 27     | za zwycięstwo przyznawano 2 pkt                              |
| 1977/78 | III liga (grupa III)              | III           | 10/14   | 26    | 10  | 6   | 10  | 25-28         | 26     | za zwycięstwo przyznawano 2 pkt                              |
| 1978/79 | III liga (grupa III)              | III           | 8/15    | 28    | 10  | 7   | 11  | 31-27         | 27     | za zwycięstwo przyznawano 2 pkt                              |
| 1979/80 | III liga (grupa III)              | III           | 4/14    | 26    | 13  | 6   | 7   | 38-21         | 32     | za zwycięstwo przyznawano 2 pkt                              |
| 1980/81 | III liga (grupa IV)               | III           | 4/15    | 28    | b/d | b/d | b/d | 37-26         | 31     |                                                              |
| 1981/82 | III liga (grupa IV)               | III           | 2/14    | 26    | b/d | b/d | b/d | 48-17         | 38     | awans do II ligi                                             |
| 1982/83 | II liga (grupa II)                | II            | 9/16    | 30    | 10  | 10  | 10  | 24-32         | 30     | za zwycięstwo przyznawano 2 pkt                              |
| 1983/84 | II liga (grupa II)                | II            | 9/16    | 30    | 10  | 10  | 10  | 25-28         | 30     | za zwycięstwo przyznawano 2 pkt                              |
| 1984/85 | II liga (grupa II)                | II            | 8/16    | 30    | 11  | 9   | 10  | 29-30         | 31     | za zwycięstwo przyznawano 2 pkt                              |
| 1985/86 | II liga (grupa II)                | II            | 10/16   | 30    | 10  | 8   | 12  | 21-24         | 28     | za zwycięstwo przyznawano 2 pkt                              |
| 1986/87 | II liga (grupa II)                | II            | 13/16   | 30    | 8   | 7   | 15  | 21-31         | 22     | przegrane baraże o utrzymanie w II lidze                     |
| 1987/88 | III liga (grupa VII)              | III           | 2/14    | 26    | b/d | b/d | b/d | 52-16         | 48     |                                                              |
| 1988/89 | III liga (grupa VII)              | III           | 4/14    | 26    | b/d | b/d | b/d | 32-15         | 37     |                                                              |
| 1989/90 | III liga (grupa IV)               | III           | 1/20    | 38    | 22  | 10  | 6   | 63-18         | 60     | za zwycięstwo przyznawano 2 pkt; awans do II ligi            |
| 1990/91 | II liga                           | II            | 17/20   | 38    | 11  | 12  | 15  | 32-43         | 34     | za zwycięstwo przyznawano 2 pkt; wygrane baraże o utrzymanie |
| 1991/92 | II liga (grupa II)                | II            | 13/18   | 34    | 12  | 7   | 15  | 38-38         | 31     | za zwycięstwo przyznawano 2 pkt                              |
| 1992/93 | II liga (grupa II)                | II            | 18/18   | 34    | 4   | 6   | 24  | 14-57         | 14     | za zwycięstwo przyznawano 2 pkt; spadek do III ligi          |
| 1993/94 | III liga (grupa IV)               | III           | 7/16    | 30    | 9   | 13  | 8   | 28-28         | 31     | za zwycięstwo przyznawano 2 pkt                              |
| 1994/95 | III liga (grupa IV)               | III           | 3/16    | 28    | 17  | 5   | 6   | 42-23         | 39     | za zwycięstwo przyznawano 2 pkt                              |
| 1995/96 | III liga (grupa V)                | III           | 4/14    | 26    | 11  | 7   | 8   | 37-32         | 40     |                                                              |
| 1996/97 | III liga (grupa IV)               | III           | 1/18    | 34    | 29  | 4   | 1   | 84-8          | 91     | awans do II ligi                                             |
| 1997/98 | II liga (grupa wschodnia)         | II            | 8/18    | 34    | 13  | 12  | 9   | 45-32         | 51     |                                                              |
| 1998/99 | II liga (grupa wschodnia)         | II            | 6/15    | 28    | 12  | 7   | 9   | 32-27         | 43     |                                                              |
| 1999/00 | II liga                           | II            | 23/24   | 46    | 7   | 8   | 31  | 29-106        | 29     | spadek do III ligi ; fuzja z Błękitnymi Kielce               |
| 2000/01 | III liga (grupa IV)               | III           | 13/19   | 36    | 12  | 10  | 14  | 34-38         | 46     |                                                              |
| 2001/02 | III liga (grupa IV)               | III           | 7/18    | 34    | 14  | 6   | 14  | 36-40         | 48     |                                                              |
| 2002/03 | III liga (grupa IV)               | III           | 2/17    | 32    | 21  | 4   | 7   | 52-20         | 67     |                                                              |
| 2003/04 | III liga (grupa IV)               | III           | 1/16    | 30    | 19  | 5   | 6   | 61-26         | 62     | awans do II ligi                                             |
| 2004/05 | II liga                           | II            | 1/18    | 34    | 18  | 13  | 3   | 51-33         | 67     | awans do Ekstraklasy (I ligi)                                |
| 2005/06 | Ekstraklasa (I liga)              | I             | 5/16    | 30    | 12  | 11  | 7   | 50-28         | 47     | Grzegorz Piechna królem strzelców Ekstraklasy                |
| 2006/07 | Ekstraklasa (I liga)              | I             | 7/16    | 30    | 14  | 5   | 11  | 41-34         | 47     |                                                              |
| 2007/08 | Ekstraklasa (I liga)              | I             | 6/16    | 30    | 15  | 6   | 9   | 38-32         | 51     | karna degradacja za udział w korupcji                        |
| 2008/09 | I liga                            | II            | 3/18    | 34    | 18  | 7   | 9   | 51-37         | 61     | ; awans do Ekstraklasy                                       |
| 2009/10 | Ekstraklasa                       | I             | 6/16    | 30    | 9   | 10  | 11  | 35-41         | 37     |                                                              |
| 2010/11 | Ekstraklasa                       | I             | 13/16   | 30    | 10  | 7   | 13  | 34-48         | 37     |                                                              |
| 2011/12 | Ekstraklasa                       | I             | 5/16    | 30    | 13  | 9   | 8   | 34-29         | 48     |                                                              |
| 2012/13 | Ekstraklasa                       | I             | 11/16   | 30    | 9   | 9   | 12  | 32-37         | 36     |                                                              |
| 2013/14 | Ekstraklasa                       | I             | 13/16   | 37    | 10  | 14  | 13  | 47-56         | 26     | [ b ]                                                        |
| 2014/15 | Ekstraklasa                       | I             | 11/16   | 37    | 12  | 11  | 14  | 44-55         | 28     | [ b ]                                                        |
| 2015/16 | Ekstraklasa                       | I             | 12/16   | 37    | 10  | 15  | 12  | 39-45         | 27     | [ b ]                                                        |
| 2016/17 | Ekstraklasa                       | I             | 5/16    | 37    | 14  | 5   | 18  | 47-65         | 28     | [ b ]                                                        |
| 2017/18 | Ekstraklasa                       | I             | 8/16    | 37    | 12  | 13  | 12  | 49-54         | 49     |                                                              |
| 2018/19 | Ekstraklasa                       | I             | 10/16   | 37    | 12  | 11  | 14  | 42-54         | 47     |                                                              |
| 2019/20 | Ekstraklasa                       | I             | 15/16   | 37    | 9   | 8   | 20  | 29-48         | 35     | spadek do I ligi                                             |
| 2020/21 | I liga                            | II            | 12/18   | 34    | 11  | 8   | 15  | 31-46         | 41     |                                                              |
| 2021/22 | I liga                            | II            | 4/18    | 34    | 15  | 11  | 8   | 46-37         | 56     | awans do Ekstraklasy po barażach                             |
| 2022/23 | Ekstraklasa                       | I             | 13/18   | 34    | 11  | 8   | 15  | 39-48         | 41     |                                                              |
| 2023/24 | Ekstraklasa                       | I             | 14/18   | 34    | 8   | 14  | 12  | 40-44         | 38     |                                                              |
| 2024/25 | Ekstraklasa                       | I             | 11/18   | 34    | 11  | 12  | 11  | 37-45         | 45     |                                                              |

Źródło:

### Puchar Polski
Korona Kielce zadebiutowała w Pucharze Polski w sezonie 1974/1975 przegranym po rzutach karnych meczem z Hutnikiem Kraków. Dotychczas w rozgrywkach tych rozegrała 83 mecze, z których większość wygrała. Największym sukcesem klubu w PP na szczeblu centralnym jest dotarcie do finału w sezonie 2006/2007. W drodze do niego zespół wyeliminował m.in. Górnika Zabrze, Lecha Poznań i Wisłę Płock. W ostatnim i zarazem najważniejszym spotkaniu uległ 0:2 Dyskobolii Grodzisk Wlkp. i nie wywalczył trofeum. W sezonie 2017/2018 Korona dotarła do półfinału, w którym jako gospodarz wygrała pierwszy mecz z broniącą tytułu Arką Gdynia 2:1, jednak przegrała rewanż w Gdyni 1:0 i odpadła z rozgrywek przez zasadę przewagi bramek zdobytych w meczach wyjazdowych. Arka następnie przegrała w finale z Legią Warszawa.

### Puchar Ekstraklasy
W sezonach 2006/2007 i 2007/2008 Korona rywalizowała w Pucharze Ekstraklasy. W pierwszych rozgrywkach trafiła do grupy D, w której z pięcioma zwycięstwami na koncie zajęła pierwsze miejsce. W 1/4 finału zmierzyła się GKS-em Bełchatów – w pierwszym meczu przegrała 0:1, a w drugim uległa 1:3 i nie wywalczyła awansu do półfinału. W kolejnych rozgrywkach Korona zajęła w tabeli grupy C trzecią lokatę i nie uzyskała promocji do ćwierćfinału. Łącznie kielecki klub rozegrał w Pucharze Ekstraklasy 14 meczów, z których sześć wygrał, trzy zremisował i pięć przegrał.

## Rywalizacja lokalna

### Derby Kielc
Korona grała mecze z Błękitnymi, nazywane derbami Kielc. W drugiej lidze drużyny te spotkały się dwunastokrotnie, po raz pierwszy 29 sierpnia 1982, kiedy to Korona w wyjazdowym spotkaniu przegrała z lokalnym rywalem 0:1 w obecności 10 tys. widzów po golu strzelonym w 75. minucie przez Marka Gniadego. Drugoligowe derby odbywały się również w następnych trzech latach, zaś po raz ostatni na tym szczeblu rozgrywek zespoły spotkały się w sezonie 1992/1993. Wówczas Korona poniosła dwie porażki. W III lidze kluby rywalizowały ze sobą w 14 pojedynkach, z których Korona wygrała osiem.
| Mecze w rozgrywkach ligowych |            |        |         |
| Mecze                        | Zwycięstwa | Remisy | Porażki |
| 26                           | 12         | 7      | 7       |

### Derby Świętokrzyskie
Korona od sezonu 1973/1974 rywalizuje także w derbach Świętokrzyskich z KSZO Ostrowiec Św. Pierwszy mecz tych drużyn zakończył się bezbramkowym remisem, natomiast kielecki zespół pierwsze zwycięstwo odniósł dopiero w 1980 roku. Dotychczas rozegrano łącznie 20 meczów, w których Korona odniosła cztery zwycięstwa zaś KSZO sześć. Najczęściej spotkania kończyły się remisami – taki wynik padł dziesięć razy.
Ostatni mecz pomiędzy tymi drużynami został rozegrany 9 kwietnia 2005 roku i został objęty przez Polski Związek Piłki Nożnej akcją „Pojednanie dla Papieża”. Zakończył się zwycięstwem Korony 3:0 po dwóch golach Grzegorza Piechny i jednym Arkadiusza Bilskiego. Samo spotkanie przyćmiło jednak zachowanie kibiców obu zespołów, którzy w końcówce starli się z policją. W stronę funkcjonariuszy rzucano racami, kamieniami, butelkami i innymi ciężkimi przedmiotami. Oba kluby zostały później ukarane przez Wydział Dyscypliny Polskiego Związku Piłki Nożnej za zachowanie swoich kibiców – Korona zapłaciła 10 tys. zł, zaś KSZO dwa tysiące.
| Wszystkie mecze |            |        |         |
| Mecze           | Zwycięstwa | Remisy | Porażki |
| 20              | 4          | 10     | 6       |

### Rywalizacja z Radomiakiem
Mianem derbów często określane są również starcia Korony z Radomiakiem Radom, które są jedną z rywalizacji kielecko-radomskich. Rywalizacja ta ma związek z przeszłością obu miast i niechęcią ich mieszkańców. Pierwszy mecz między obiema drużynami miał miejsce w sezonie 1973/1974 na ówczesnym trzecim poziomie rozgrywkowym. Do pierwszego starcia w ówczesnej II lidze (obecnej I lidze) doszło 31 października 1982 roku, kiedy to zespół z Radomia okazał się lepszy wygrywając 5:0. Na drugim szczeblu rozgrywkowym Korona z Radomiakiem rozegrały łącznie 8 spotkań w sezonach 1982/1983, 1983/1984, 2004/2005 oraz 2020/2021. W sezonie 2022/2023 doszło do pierwszego w historii starcia pomiędzy tymi zespołami w Ekstraklasie – 27 sierpnia 2022 roku Radomiak uległ na Stadionie Lekkoatletyczno-Piłkarskiego im. Marszałka Józefa Piłsudskiego Koronie 0:2. 11 marca 2023 roku miał miejsce mecz rewanżowy w Kielcach. Mecz zakończył się zwycięstwem Korony 2:1. Po meczu doszło do bójki pomiędzy kibicami obu klubów, w wyniku czego zatrzymano 7 osób.

## Stadiony

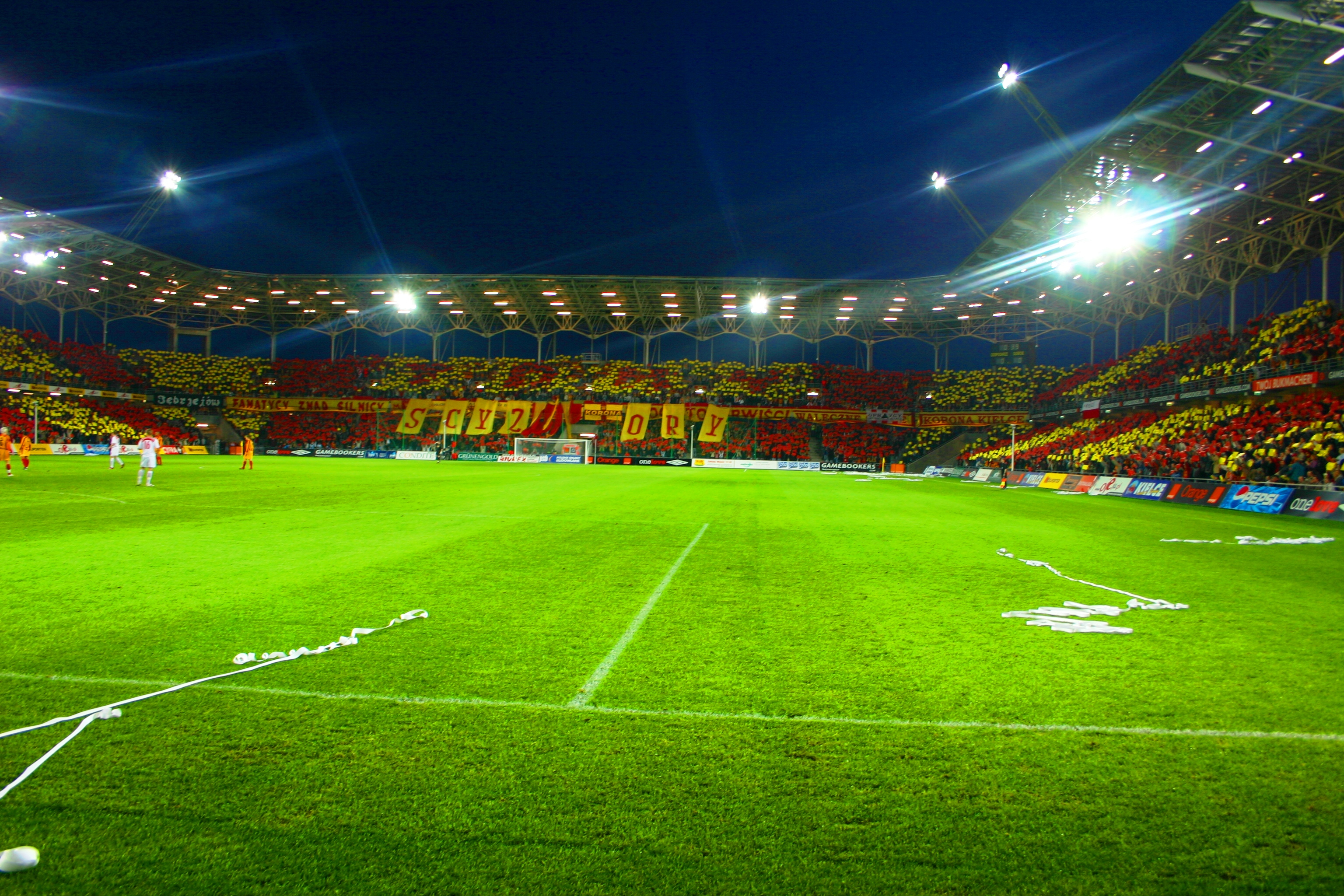
Arena Kielce

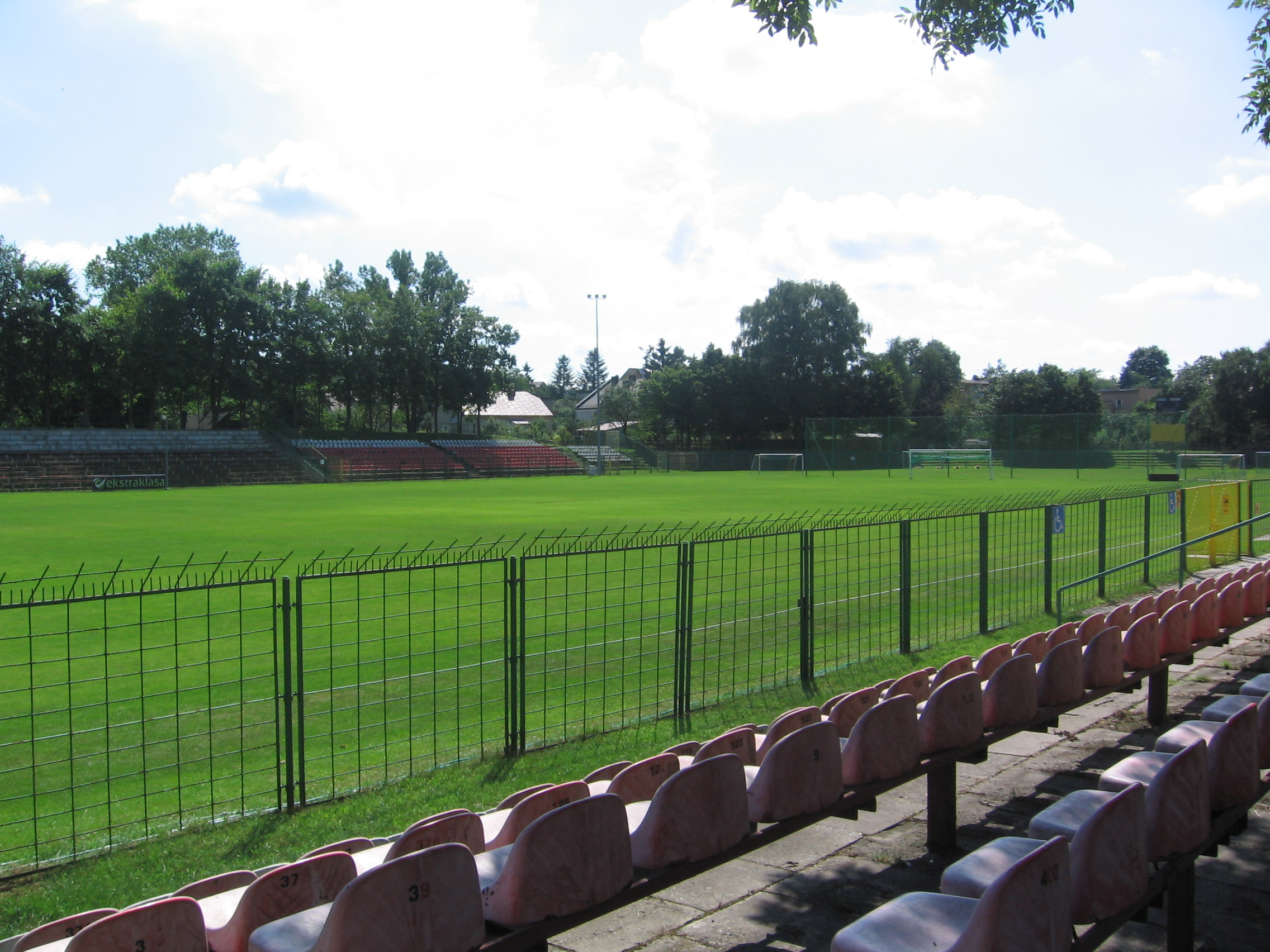
Stadion przy ulicy Szczepaniaka

Początkowo Korona Kielce rozgrywała mecze w roli gospodarza na wybudowanym w 1966 roku z inicjatywy wiceprezesa Iskry Jana Golenia stadionie przy ulicy Romualda Mielczarskiego. Obiekt ten mógł pomieścić około 3 tys. widzów. Został zlikwidowany w 1975 roku, a w jego miejsce powstała hala produkcyjna Fabryki Łożysk Tłocznych „Iskra”. W sezonie 1974/1975 spotkania barażowe o awans do II ligi toczyły się na obiekcie Błękitnych Kielce. Początkowo również drugoligowe pojedynki rozgrywano na tym stadionie. Jeszcze w rundzie jesiennej sezonu 1975/1976 drużyna przeniosła się na własny, zmodernizowany (wybudowano budynek klubowy z szatniami, przebudowano także krytą trybunę, a następnie zainstalowano zegar świetlny) stadion przy ul. Iwana Koniewa. Pierwszym meczem Korony rozegranym na nim był wygrany 1:0 pojedynek z Moto Jelcz Oława.
Mecze na stadionie przy ul. Koniewa, przemianowanej później na ul. Wojciecha Szczepaniak, Korona rozgrywała przez ponad 30 lat. Także po awansie kieleckich piłkarzy do Orange Ekstraklasy, w rundzie jesiennej sezonu 2005/2006, kielczanie rozgrywali domowe spotkania na tym obiekcie. Nie spełniał on wymogów licencyjnych I ligi, ale zarząd Polskiego Związku Piłki Nożnej zgodził się na występy zawodników na tym stadionie.
Na fali kolejnych sukcesów Korony i w obliczu deklaracji właściciela klubu, Krzysztofa Klickiego, że wprowadzi klub do I ligi i rozpocznie walkę o europejskie puchary, władze miejskie Kielc podjęły decyzję o budowie nowego stadionu na wyłączne potrzeby Korony Kielce. Nowy stadion został wybudowany w miejscu starego stadionu przy ul. Ściegiennego 8 w Kielcach (centrum miasta). Za projekt odpowiedzialna była warszawska firma „ATJ Architekci”, która wygrała konkurs. Stadion został oddany do użytku w kwietniu 2006 roku, jego budowa kosztowała 48 mln zł. Pierwszym oficjalnym spotkaniem rozegranym na nim był mecz Korony z Zagłębiem Lubin, zakończony remisem 1:1.
Stadion może pomieścić 15,5 tys. kibiców, a w momencie otwarcia był najnowocześniejszym stadionem w Polsce. Obiekt spełnia wszystkie wymagania FIFA, posiada podgrzewaną płytę o wymiarach 105 × 68 m i oświetlenie 1400 luksów, a także nowoczesny system nagłośnienia oraz nowoczesny system monitoringu pozwalający na pełną identyfikację każdej osoby przebywającej na stadionie. Od strony Alei Legionów, przy której znajdują się zabudowania mieszkalne, znajduje się ściana, stanowiąca ekran dźwiękochłonny, którego zadaniem jest ograniczenie rozprzestrzeniania się hałasu podczas rozgrywanych spotkań. Od 1 listopada 2018 roku do czerwca 2024 roku stadion nosił nazwę Suzuki Arena, następnie tymczasowo obiekt funkcjonował jako Arena Kielce, a od 4 września 2024 roku jako Exbud Arena.

## Barwy i herb
Barwami Korony są kolory żółty i czerwony. Pierwszym herbem klubu była czteroramienna korona w kolorze metalicznym, ponieważ zespół zrzeszał zakłady branży metalicznej. W 1980 roku w związku ze zmianą nazwy zmieniono także symbol drużyny. Przez szesnaście następnych lat była nim okrągła tarcza z koroną na żółto-czerwonym tle, napisem MKS Korona Kielce i datą założenia drużyny.
W 1996 roku doszło do kolejnej zmiany herbu – w jego środkowej części pojawiła się piłka, a na dole umieszczono napis Nida Gips. W 2000 roku po fuzji z Kieleckim Klubem Piłkarskim z herbu zniknął jego najbardziej rozpoznawalny element – czteroramienna korona. W 2002 dołączono nazwę Kolporter, a rok później napis Sportowa Spółka Akcyjna. Herb istniejący w latach 2000–2006 nie był uznawany przez kieleckich kibiców.
Ze względu na usilne prośby kibiców Korony zarząd klubu przed sezonem 2006/2007 ustanowił nowy herb, w którym ponownie znalazła się czteroramienna korona. W 2008 roku z herbu znikła nazwa sponsora.

## Rekordy i statystyki

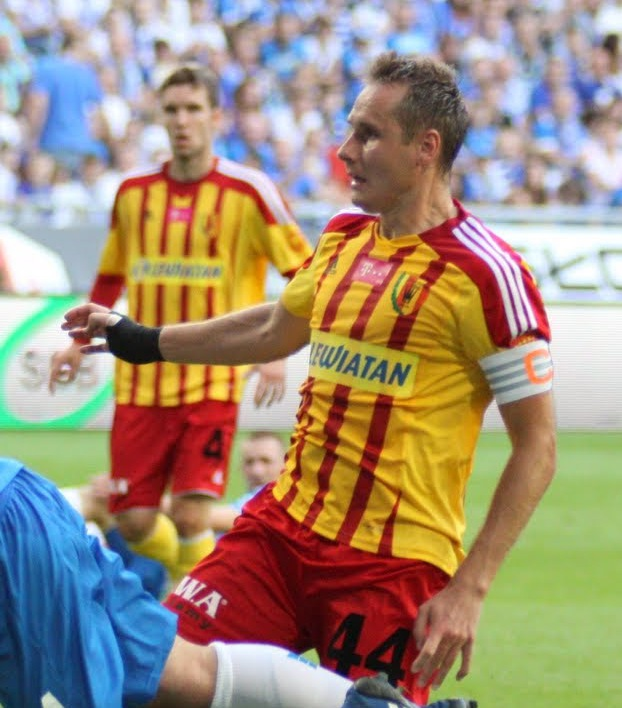
Paweł Golański, który występował w Koronie rozegrał w jej barwach w Ekstraklasie 164 spotkania.

Najwięcej goli dla Korony strzelił Henryk Kiszkis – zdobył on 61 bramek. Zawodnik ten urodził się w 1948 roku i początkowo występował w KSZO Ostrowiec Św., w którego barwach w sezonie 1974/1975 strzelił 23 gole. W latach 1975–1983 był czołowym piłkarzem Korony, stanowił o sile ofensywnej kieleckiego klubu. W sezonach 1975/1976 i 1982/1983 uczestniczył w rozgrywkach II ligi, w których zdobył 13 bramek.
Latem 2003 roku w plebiscycie zorganizowanym przez klub i redakcję „Echa Dnia” wyłoniono „jedenastkę 30-lecia Korony”. Znaleźli się w niej: Marian Puchalski – Sławomir Wojtasiński, Jan Majdzik, Jarosław Pacoń, Dariusz Gawlik – Andrzej Molenda, Bogumił Herman, Paweł Kozak (piłkarz trzydziestolecia) – Marek Parzyszek, Andrzej Jung i Henryk Kiszkis. Trenerem trzydziestolecia wybrano Włodzimierza Gąsiora.
Tuż przed rozpoczęciem sezonu 2013/2014 Korona obchodziła okrągłą 40. rocznicę istnienia, dlatego w Kielcach odbyło się szereg imprez. Na rynku odbyła się prezentacja, na której wybrano najlepszą jedenastkę oraz trenera wszech czasów kieleckiego zespołu. W gronie najlepszych napastników znaleźli się: Andrzej Jung, Grzegorz Piechna, Henryk Kiszkis. Najlepsi zawodnicy drugiej linii to Maciej Pastuszka, Jacek Kubicki oraz Maciej Korzym. Tuż za nimi znaleźli się Dariusz Kozubek, Paweł Golański, Jan Majdzik i Przemysław Cichoń. Dosyć zaskakujący był natomiast wybór bramkarza 40–lecia. Został nim bowiem Cezary Ruszkowski, który był nominalnym obrońcą. W swojej karierze jednak zaliczył jeden niezwykły epizod jako golkiper, kiedy w 1999 w spotkaniu z Włókniarzem Kietrz obronił rzut karny, zastępując między słupkami Krzysztofa Pyskatego, który otrzymał czerwoną kartkę. Najlepszym trenerem w historii klubu został wybrany Włodzimierz Gąsior.
W najwyższej klasie rozgrywkowej najlepszym strzelcem zespołu jest Jacek Kiełb – zdobywca 39 bramek. Tuż za nim plasują się Grzegorz Piechna 21 goli oraz Maciej Korzym 20 goli. Najlepszymi strzelcami zespołu na drugim poziomie rozgrywkowym są Mirosław Misiowiec i Dariusz Kozubek, którzy zdobyli po 18 goli. Najwięcej meczów w barwach Korony w Ekstraklasie rozegrał Paweł Sobolewski 177. Za nim znajdują się Vlastimir Jovanović 176, Paweł Golański oraz Jacek Kiełb po 164.
Korona Kielce rozegrała dotychczas ponad 1200 meczów. Najwyższą wygraną w II lidze odniosła w sezonie 1998/1999, pokonując u siebie Avię Świdnik 7:0. W Ekstraklasie kielecki klub dwukrotnie zwyciężył 5:0 – 19 maja 2013 roku takim wynikiem pokonał Jagiellonię Białystok, a 30 października 2017 takim rezultatem zakończył się wyjazdowy pojedynek z Lechią Gdańsk. Korona poniosła swoją najwyższą porażkę w historii występów w najwyższej klasie rozgrywkowej 10 października 2016 roku ulegając w Krakowie 0:6 w meczu z Cracovią.
Największą frekwencję na meczach Korony odnotowano podczas spotkań o awans do II ligi w 1975 roku. Pojedynek z Lublinianką, który zadecydował o uzyskaniu promocji, obejrzało około 20 tys. widzów. W sezonach 1975/1976 i 1982/1983 uczestniczył w rozgrywkach II ligi, w których zdobył 13 bramek. Z kolei Stadion Miejski trzykrotnie wypełniał się w całości – komplet 15,5 tys. osób obserwował mecze z Legią Warszawa (2006, 2017) i Lechem Poznań (2009). Ponadto dużą frekwencję zanotowano na spotkaniu z Widzewem Łódź w sezonie 2008/2009 – 14 998 widzów.

## Inne zespoły piłkarskie

### Rezerwy i Młoda Ekstraklasa
| Sezon     | Liga                                           | Poziom ligowy                                  | Pozycja w tabeli                               | Punkty i różnica bramek                        | Uwagi                                          |
| --------- | ---------------------------------------------- | ---------------------------------------------- | ---------------------------------------------- | ---------------------------------------------- | ---------------------------------------------- |
| 2003/2004 | klasa A, gr. świętokrzyska I                   | VI                                             | 1/13                                           | 70/+110                                        | awans                                          |
| 2004/2005 | klasa okręgowa, gr. świętokrzyska              | V                                              | 2/16                                           | 78/+66                                         | awans                                          |
| 2005/2006 | IV liga, gr. świętokrzyska                     | IV                                             | 1/15                                           | 59/+51                                         | awans                                          |
| 2006/2007 | III liga, gr. IV                               | III                                            | 6/16                                           | 49/+19                                         | [ c ]                                          |
| 2007/2008 | Młoda Ekstraklasa                              | brak                                           | 2/15                                           | 54/+25                                         |                                                |
| 2008/2009 | III liga, gr. VII                              | IV                                             | 1/16                                           | 67/+30                                         | [ e ]                                          |
| 2009/2010 | Młoda Ekstraklasa                              | brak                                           | 10/16                                          | 39/-10                                         |                                                |
| 2010/2011 | Młoda Ekstraklasa                              | brak                                           | 16/16                                          | 21/-37                                         |                                                |
| 2011/2012 | Młoda Ekstraklasa                              | brak                                           | 7/16                                           | 47/+6                                          |                                                |
| 2012/2013 | Młoda Ekstraklasa                              | brak                                           | 6/16                                           | 49/+18                                         |                                                |
| 2013/2014 | III liga, gr. VII                              | IV                                             | 9/18                                           | 47/+10                                         |                                                |
| 2014/2015 | III liga, gr. VII                              | IV                                             | 10/18                                          | 49/-9                                          |                                                |
| 2015/2016 | III liga, gr. VII                              | IV                                             | 12/18                                          | 45/+19                                         | spadek                                         |
| 2016/2017 | IV liga, gr. świętokrzyska                     | V                                              | 3/18                                           | 66/+54                                         | [ f ]                                          |
| 2017/2018 | drużyna nie występowała w rozgrywkach ligowych | drużyna nie występowała w rozgrywkach ligowych | drużyna nie występowała w rozgrywkach ligowych | drużyna nie występowała w rozgrywkach ligowych | drużyna nie występowała w rozgrywkach ligowych |
| 2018/2019 | IV liga, gr. świętokrzyska                     | V                                              | 1/18                                           | 83/+80                                         | awans                                          |
| 2019/2020 | III liga, gr. IV                               | IV                                             | 4/18                                           | 34/+8                                          | [ g ]                                          |
| 2020/2021 | III liga, gr. IV                               | IV                                             | 18/21                                          | 42/-28                                         | spadek                                         |
| 2021/2022 | IV liga, gr. świętokrzyska                     | V                                              | 1/18                                           | 86/+61                                         | awans                                          |
| 2022/2023 | III liga, gr. IV                               | IV                                             | 15/18                                          | 39/+5                                          | spadek                                         |
| 2023/2024 | IV liga, gr. świętokrzyska                     | V                                              | 1/18                                           | 87/+99                                         | awans                                          |
| 2024/2025 | III liga, gr. IV                               | IV                                             | 6/18                                           | 61/+21                                         |                                                |

W sezonie 2003/2004 rezerwy Kolportera Korony Kielce brały udział w rozgrywkach klasy A, którą wygrały bez żadnej porażki i awansowały do V ligi. W kolejnych rozgrywkach radziły sobie bardzo dobrze i ustanowiły rekord 45 nieprzegranych meczów. Porażkę poniosły dopiero w spotkaniu z Zenitem Chmielnik i również za tą drużyną uplasowały się w ligowej tabeli. Drugie miejsce dało im promocję do IV ligi, w której okazały się najlepsze, uzyskując awans do III ligi. Celem kielczan w sezonie 2006/2007 było ogrywanie młodych zawodników, wspieranych często przez doświadczonych piłkarzy z pierwszego składu. Zespół prowadzony przez Arkadiusza Bilskiego i Arkadiusza Kaliszana imponował widowiskową grą. Cechą charakterystyczną drużyny była duża rotacja w składzie – w całym sezonie wystąpiło aż 38 graczy. Ostatecznie klub zakończył sezon na szóstym miejscu, a od maja 2007 roku grał pod wodzą Sławomira Grzesika.
Przed sezonem 2007/2008 utworzono Młodą Ekstraklasę, do której przystąpiła także Korona. W debiutanckim sezonie kielczanie zajęli drugie miejsce, przegrywając zwycięstwo w całych rozgrywkach w ostatnim meczu z Wisłą Kraków. Latem 2008 roku klub został zdegradowany do nowo utworzonej I ligi, przez co ponownie zostały utworzone rezerwy. Drugi zespół kielczan stał się rewelacją rozgrywek, w rundzie wiosennej stracił punkty tylko w ostatnim pojedynku. Cały sezon zakończył na pierwszym miejscu z dorobkiem 67 punktów. Ponadto wygrał Puchar Polski na szczeblu okręgu, pokonując w finale 4:1 Pogoń Staszów. W sezonie 2009/2010 pierwsza drużyna znalazła się w Ekstraklasie, dlatego po raz drugi wystawiła zespół w Młodej Ekstraklasie. Młodzi piłkarze uplasowali się na 10 lokacie, zagrali także w Pucharze Polski (jako Korona II Kielce), w którym odpadli w rundzie wstępnej, przegrywając 0:2 z pierwszoligowym MKS-em Kluczbork. W sezonie 2010/2011 Młoda Korona zajęła w tabeli ostatnie miejsce. Kielczanie odstawali od reszty stawki, gdyż grali w praktyce samymi juniorami. Starsi gracze zostali wypożyczeni do innych klubów. Była to celowa polityka transferowa Korony, skierowana na to, aby drużyna Młodej Ekstraklasy „była taką z prawdziwego zdarzenia”. W kolejnych sezonach klub uplasował się na 7 oraz 6 pozycji. Od sezonu 2013/2014 Młoda Ekstraklasa została zlikwidowana w związku z utworzeniem przez Polski Związek Piłki Nożnej Centralnej Ligi Juniorów. Po zmianie właściciela klubu w 2017 roku zdecydowano, że rezerwy nie przystąpią do rozgrywek ligowych w sezonie 2017/2018. Zespół Korony II Kielce reaktywowano jednak w sezonie 2018/2019, a klub wziął udział w rozgrywkach IV ligi, które wygrał i zapewnił sobie awans do III ligi. W sezonie 2020/2021 Korona II uplasowała się na 18. pozycji, co oznaczało spadek do IV ligi. Po jednym sezonie rezerwy Korony wróciły na IV szczebel rozgrywkowy wygrywając grupę świętokrzyską IV ligi, z 9. punktami przewagi nad drugim Starem Starachowice. W sezonie 2022/2023 zespół rezerw ponownie zanotował spadek do IV ligi.
Ponadto klub posiadał trzecią drużynę. W sezonie 2006/2007 przystąpiła ona do rozgrywek Pucharu Polski na szczeblu okręgu. Dotarła do finału, w którym przegrała z rezerwami KSZO Ostrowiec Św. Drugie miejsce zapewniło jej udział w rozgrywkach PP na szczeblu centralnym w kolejnych rozgrywkach. W nich (runda przedwstępna) Korona III Kielce zmierzyła się z drugim zespołem Sandecji Nowy Sącz, przegrywając 0:4 i tym samym odpadając z dalszej rywalizacji. W sezonie 2025/2026 Korona III Kielce została zgłoszona do rozgrywek IV ligi, gr. świętokrzyskiej.

### Zespół kobiecy
W 2006 roku Świętokrzyski Związek Piłki Nożnej ustanowił II ligę kobiet, w której znalazło się sześć drużyn z województwa świętokrzyskiego. Wiosną do rozgrywek przystąpił zespół KKP Kolporter Korona Kielce. Pomimo tego, że kielczanki musiały rozgrywać zaległe mecze, zdecydowanie wygrały ligę, a najwyższe zwycięstwo odniosły w maju 2007 roku, pokonując GKS Nowiny 18:0. Po zakończeniu sezonu kieleckie piłkarki przystąpiły do meczów barażowych – najpierw przegrały 0:8 z Mitechem Żywiec, a następnie uległy Żakowi Kielce 0:1. Ta ostatnia drużyna wycofała się jednak z I ligi i jej miejsce zajęła Korona.
| Sezon     | Miejsce w lidze | Punkty i różnica bramek |
| --------- | --------------- | ----------------------- |
| 2006/2007 | 1 (II liga)↑    | 33/+78                  |
| 2007/2008 | 6 (I liga)      | 16/-17                  |

W pierwszoligowym debiucie kielczanki zremisowały w domowym spotkaniu z KS Strzybnica 1:1, natomiast pierwszego gola strzeliła Małgorzata Smelcerz (najskuteczniejsza zawodniczka w historii klubu – w rozgrywkach ligowych zdobyła 32 gole). W całym sezonie Korona wygrała pięć meczów, jeden zremisowała, a w ośmiu poniosła porażki. Zakończyła ligowe zmagania na szóstym miejscu, dającym utrzymanie. Klub rywalizował także w rozgrywkach pucharu Polski na szczeblu okręgu, docierając w nim do finału i przegrywając po rzutach karnych z Podgórzem Kraków. W sezonie 2007/2008 w drużynie występowały dwie zawodniczki, które zagrały w reprezentacji do lat 19. Były to Katarzyna Woźniak i Kinga Niewczas. Latem 2008 roku ze względów finansowych klub został wycofany z I ligi i rozwiązany.

### Juniorzy
W sezonie 1983/1984 juniorzy Korony Kielce zostali mistrzami okręgu, następnie zaś pokonali w dwumeczu AZS Biała Podlaska (5:0 i 0:0), dzięki czemu awansowali do najlepszej ósemki mistrzostw kraju. W półfinałowym turnieju, który odbył się w Opolu, kielczanie przegrali z miejscową Odrą 0:4 i Ruchem Chorzów 0:1 oraz wygrali 2:1 ze Stalą Stalowa Wola, co ostatecznie dało im 5-6. miejsce w Polsce. W kolejnym sezonie kielczanie ponownie okazali się najlepszym zespołem okręgu, następnie zaś wygrali rozgrywki w makroregionie, w których pokonali Czuwaj Przemyśl, Radomiaka Radom oraz Avię Świdnik. Zespół juniorski po raz drugi z rzędu znalazł się w czołowej ósemce. W turnieju półfinałowym, który został rozegrany w Warszawie, Korona pokonała 2:1 Gryfa Słupsk i 2:1 Poloneza Warszawa, przegrała natomiast 1:2 z Górnikiem Zabrze. Wyniki te spowodowały, że kielczanie rywalizowali o trzecie miejsce z Lechem Poznań. W dwumeczu okazali się gorsi – przegrali w Poznaniu 1:4 i w Kielcach 1:3, plasując się ostatecznie na czwartej lokacie.
W sezonie 1994/1995 juniorzy młodsi Korony, dzięki wygranej w dwumeczu z Pogonią Siedlce (4:1 i 4:0), ponownie znaleźli się w najlepszej ósemce mistrzostw Polski. Kielczanie, którzy nie należeli do faworytów, już w pierwszym meczu sprawili niespodziankę – pokonali bowiem 2:1 SKS 13 Poznań. Następnie w spotkaniu z Lechią Gdańsk, mającym dramatyczny przebieg, zremisowali 2:2. W ostatnim pojedynku z ŁKS-em Łódź również zremisowali 2:2 i w grupie B zajęli drugie miejsce. W meczu o brązowy medal spotkali się z zespołem Zagłębia Lubin, z którym przegrali 1:2, plasując się ostatecznie na czwartej pozycji. Honorowego gola w spotkaniu z lubińską drużyną strzelił dla kielczan Jacek Kubicki.
W sezonie 1996/1997 juniorzy Korony trenowani przez Andrzeja Gila występowali w podobnym składzie co dwa lata wcześniej. Zespół nabrał większego zgrania i doświadczenia. Zwyciężył w rozgrywkach ligi międzywojewódzkiej juniorów. Następnie pokonał w dwumeczu o mistrzostwo makroregionu lubelsko-kieleckiego Avię Świdnik (3:0 i 1:0). Znalazł się w ten sposób w najlepszej ósemce mistrzostw Polski. Władze Polskiego Związku Piłki Nożnej doceniły dobre wyniki kielczan uzyskiwane w poprzednich latach i jeden z turniejów półfinałowych zorganizowały pod koniec czerwca 1997 roku w Kielcach. W pierwszym meczu Korona zwyciężyła 3:0 Arkonię Szczecin, a jedną z bramek zdobył Przemysław Cichoń. W kolejnym spotkaniu kielczanie zremisowali 2:2 ze Śląskiem Wrocław, natomiast w ostatnim pojedynku wygrali 3:2 z Widzewem Łódź, dzięki czemu z dorobkiem siedmiu punktów zajęli pierwsze miejsce w grupie i awansowali do finału mistrzostw kraju. W nim piłkarze kieleckiego klubu zmierzyli się z Wisłą Kraków. W pierwszym meczu rozegranym w Kielcach 2 lipca zwyciężyli rywale 4:1, zaś honorową bramkę strzelił Marcin Gad. W rewanżu w Krakowie Korona po golu Jacka Kubickiego zremisowała z krakowianami 1:1 i ostatecznie została wicemistrzem Polski.
W 2008 roku juniorzy Korony wywalczyli mistrzostwo kraju. Zespół prowadzony przez Marka Parzyszka i Wojciecha Klicha w ćwierćfinale wyeliminował drużynę Cracovii (2:3 i 2:0), zaś w półfinale zwyciężył Lechię Zielona Góra (4:1 i 0:2). W turnieju finałowym rozegranym w Boguchwale i Krasnem kielczanie odnieśli dwa zwycięstwa: pokonali 2:0 Polonię Warszawa po golach Dominika Tracza i Piotra Gawęckiego oraz wygrali 2:0 z Ceramiką Opoczno (dwa gole Gawęckiego). Zanotowali także remis 2:2 z Pogonią Szczecin. Dorobek ten pozwolił im na zajęcie pierwszego miejsca. Ponadto Gawęcki z czterema brakami na koncie został królem strzelców turnieju finałowego.
Wyczyn ten powtórzono w 2019 roku, gdy zespół prowadzony przez Marka Mierzwę i Krzysztofa Mądzika triumfował w rozgrywkach Centralnej Ligi Juniorów. W tabeli zespół juniorów starszych Korony wyprzedził drugi Śląsk Wrocław o 16 punktów. Wicekrólem strzelców rozgrywek został zawodnik kieleckiej drużyny Wiktor Długosz z 15 bramkami.
Zespoły juniorskie (jako Korona III Kielce i Korona IV Kielce) regularnie są zgłaszane do rozgrywek Regionalnego Pucharu Polski.

## Zawodnicy

### Obecny skład
Stan na 19 sierpnia 2025
| Nr | Poz. | Piłkarz            |
| -- | ---- | ------------------ |
| 1  | BR   | Xavier Dziekoński  |
| 3  | OB   | Konrad Matuszewski |
| 5  | OB   | Pau Resta          |
| 6  | OB   | Marcel Pięczek     |
| 7  | PO   | Dawid Błanik       |
| 8  | PO   | Martin Remacle     |
| 9  | NA   | Stjepan Davidović  |
| 10 | PO   | Nono (kapitan)     |
| 11 | NA   | Władimir Nikołow   |
| 12 | BR   | Michał Mikielewicz |
| 13 | PO   | Miłosz Strzeboński |
| 15 | PO   | Nikodem Niski      |
| 16 | PO   | Jakub Kowalski     |
| 17 | PO   | Mateusz Głowiński  |

| Nr | Poz. | Piłkarz               |
| -- | ---- | --------------------- |
| 20 | PO   | Kacper Minuczyc       |
| 21 | OB   | Konrad Ciszek         |
| 22 | BR   | Michał Niedbała       |
| 24 | OB   | Bartłomiej Smolarczyk |
| 26 | OB   | Wiktor Popow          |
| 27 | PO   | Wojciech Kamiński     |
| 37 | OB   | Hubert Zwoźny         |
| 44 | OB   | Konstandinos Sotiriu  |
| 61 | OB   | Jakub Budnicki        |
| 70 | NA   | Antoñín               |
| 71 | PO   | Wiktor Długosz        |
| 87 | BR   | Rafał Mamla           |
| 88 | PO   | Tamar Svetlin         |
| 99 | NA   | Daniel Bąk            |

### Piłkarze wypożyczeni do innych klubów
| Nr | Poz. | Piłkarz                                                |
| -- | ---- | ------------------------------------------------------ |
|    | PO   | Adam Chojecki (w Podhalu Nowy Targ do 30 czerwca 2026) |

### Królowie strzelców
Królowie strzelców Ekstraklasy występujący w barwach Korony Kielce.
| Zawodnik         | Bramki | Sezon     |
| ---------------- | ------ | --------- |
| Grzegorz Piechna | 21     | 2005/2006 |

### Reprezentanci kraju grający w klubie

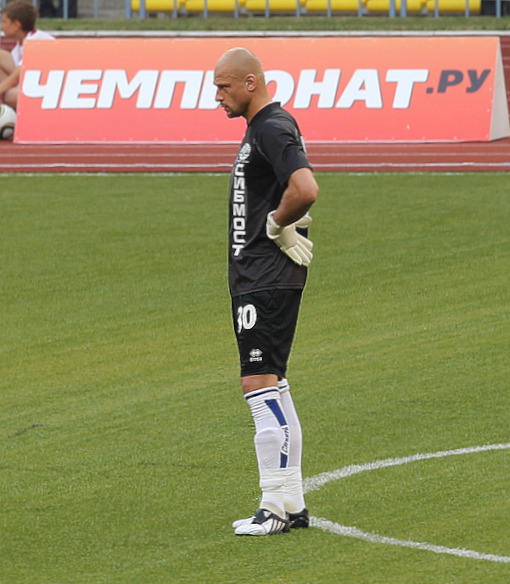
Wojciech Kowalewski jako gracz Korony był członkiem polskiej kadry na EURO 2008

W Koronie Kielce występowało pięćdziesięciu trzech reprezentantów kraju, a dwudziestu trzech z nich grało w kadrze narodowej wtedy, kiedy byli zawodnikami kieleckiego klubu.
Pierwszym zawodnikiem Korony, który wystąpił w reprezentacji Polski był Marcin Kaczmarek. 7 października 2005 roku zagrał w towarzyskim meczu z Islandią. Pierwszego gola dla kadry narodowej, jako zawodnik kieleckiego klubu, zdobył Grzegorz Piechna – 16 listopada 2005 roku strzelił bramkę w spotkaniu przeciwko Estonii. Drugiego i jak do tej pory ostatniego gola zdobył Paweł Golański – 3 lutego 2007 roku obrońca Korony strzelił bramkę z rzutu wolnego w pojedynku z Estonią.
Poniższą tabelę opracowano na podstawie materiału źródłowego:
| Piłkarze grający w reprezentacji jako zawodnik Korony | Piłkarze z przeszłością reprezentacyjną |
| ----------------------------------------------------- | --------------------------------------- |
| Grzegorz Piechna                                      | Olivier Kapo                            |
| Marcin Kaczmarek                                      | Ilijan Micanski                         |
| Grzegorz Bonin                                        | Piotr Świerczewski                      |
| Paweł Golański                                        | Arkadiusz Kaliszan                      |
| Marcin Kuś                                            | Łukasz Załuska                          |
| Wojciech Kowalewski                                   | Robert Kolendowicz                      |
| Radosław Cierzniak                                    | Marcin Nowacki                          |
| Andrius Skerla                                        | Anatolie Doroș                          |
| Jacek Kiełb                                           | Piotr Celeban                           |
| Andrzej Niedzielan                                    | Marcin Robak                            |
| Sander Puri                                           | Tomasz Nowak                            |
| Tadas Kijanskas                                       | Tomasz Brzyski                          |
| Siergiej Chiżniczenko                                 | Michał Zieliński                        |
| Vytautas Černiauskas                                  | Vlastimir Jovanović                     |
| Aleksandrs Fertovs                                    | Artur Jędrzejczyk                       |
| Vladislavs Gabovs                                     | Cezary Wilk                             |
| Charlie Trafford                                      | Tomasz Lisowski                         |
| Ken Kallaste                                          | Michał Miśkiewicz                       |
| Milan Borjan                                          | Dawid Janczyk                           |
| Nika Kaczarawa                                        | Grzegorz Szamotulski                    |
| Djibril Diaw                                          | Marcin Żewłakow                         |
| Wato Arweladze                                        | Maciej Wilusz                           |
| Joonas Tamm                                           | Dzmitryj Wierchaucou                    |
| Adnan Kovačević                                       | Bartosz Rymaniak                        |
| Dominick Zator                                        | Goran Cvijanović                        |
| Saša Balić                                            | Felicio Brown Forbes                    |
| Yoav Hofmayster                                       | Themistoklis Tzimopoulos                |
| Jauhienij Szykauka                                    | Michał Żyro                             |
|                                                       | Erik Pačinda                            |
|                                                       | Michal Papadopulos                      |
|                                                       | Marcus Godinho                          |
|                                                       | Luka Zarandia                           |
|                                                       | Petteri Forsell                         |
|                                                       | Konstandinos Sotiriu                    |
|                                                       | Tamar Svetlin                           |
|                                                       | Władimir Nikołow                        |
|                                                       | Wiktor Popow                            |

## Sztab szkoleniowy
Stan na 7 sierpnia 2024
| Imię i nazwisko                                             | Funkcja                           |
| ----------------------------------------------------------- | --------------------------------- |
| Jacek Zieliński                                             | Trener                            |
| Mariusz Arczewski                                           | Asystent trenera                  |
| Mateusz Gwizd                                               | Trener bramkarzy                  |
| Michał Dutkiewicz                                           | Trener przygotowania motorycznego |
| Piotr Malec                                                 | Trener przygotowania motorycznego |
| Łukasz Tomczyk                                              | Kierownik drużyny                 |
| Jakub Kędra                                                 | Fizjoterapeuta                    |
| Dominik Kołodziejczyk                                       | Fizjoterapeuta                    |
| Michał Wysocki                                              | Kit manager                       |
| Krzysztof Klamka                                            | Opiekun sprzętu                   |
| Źródło: Sztab szkoleniowy Korony Kielce na korona-kielce.pl |                                   |

## Trenerzy
|
Pierwszym trenerem Korony Kielce był Zbigniew Pawlak, który pracował w drużynie pół roku. Jego następcą został Bogumił Gozdur, pod którego wodzą zespół wywalczył pierwszy awans do II ligi. Szkoleniowcami, którzy prowadzili zespół w sezonie 2004/2005 i awansowali z nim do Orange Ekstraklasy byli: Dariusz Wdowczyk i Ryszard Wieczorek. Pod wodzą tego drugiego klub dotarł również do finału Pucharu Polski.
Najdłużej pracującym trenerem w historii Korony jest Czesław Palik, który prowadził zespół przez siedem i pół sezonu. W klubie pracowało także trzech obcokrajowców. Byli nimi: Ukrainiec Wołodymyr Bułhakow, trenujący drużynę w rundzie jesiennej sezonu 1992/1993, Hiszpan José Rojo Martín w sezonie 2013/2014 oraz Włoch Gino Lettieri, który objął to stanowisko w czerwcu 2017 roku i pozostał trenerem do września 2019, przez co jest najdłużej pracującym trenerem w Koronie na poziomie Ekstraklasy. W klubie zatrudnionych było także dwóch Jacków Zielińskich: Jacek Zieliński I pełnił funkcję szkoleniowca w 2000 i od 2024 roku, a Jacek Zieliński II w latach 2007–2008.

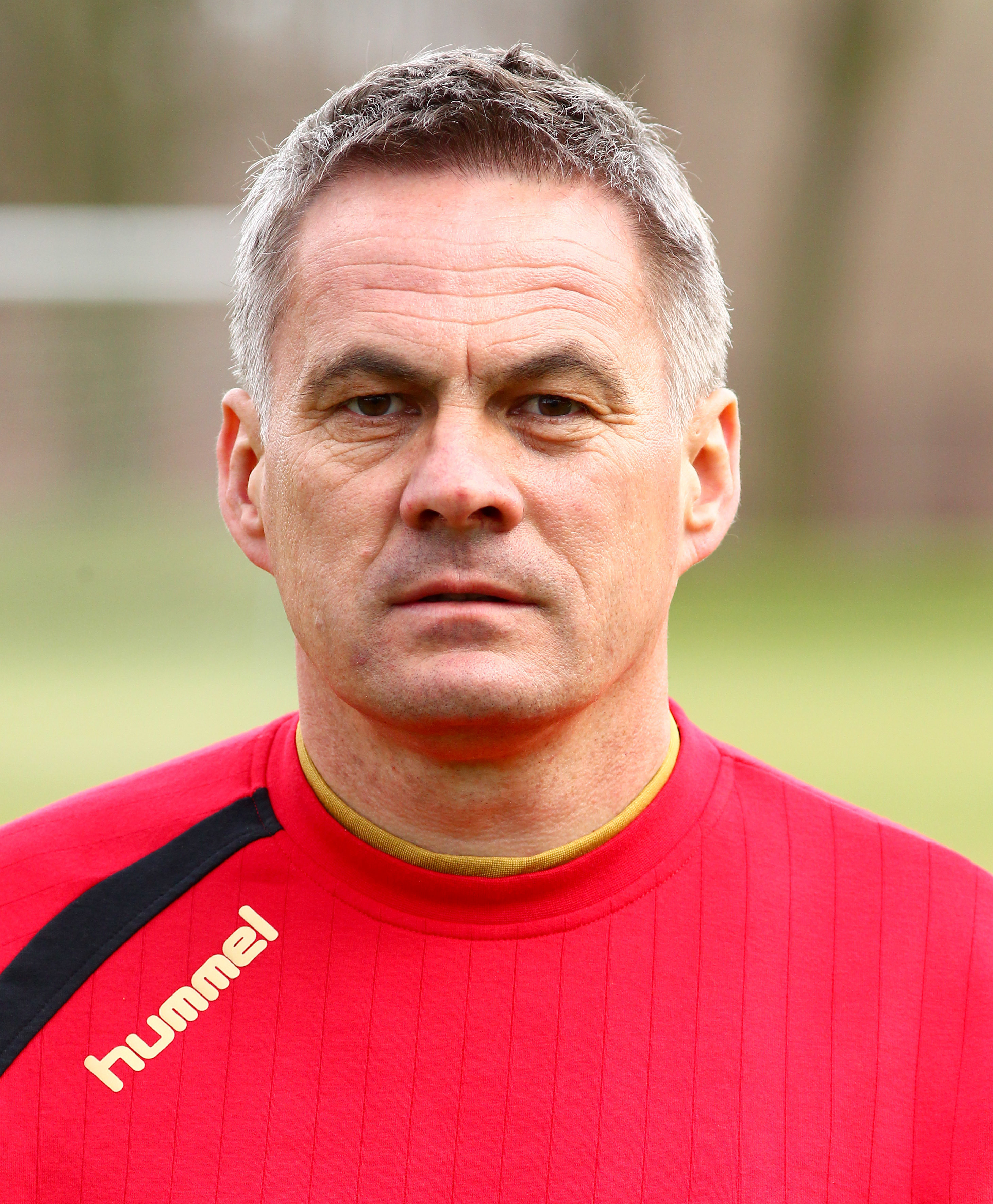
Jacek Zieliński I prowadził Koronę w latach 2000 i od 2024

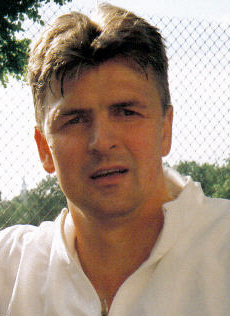
Dariusz Wdowczyk prowadził Koronę w latach 2002-04

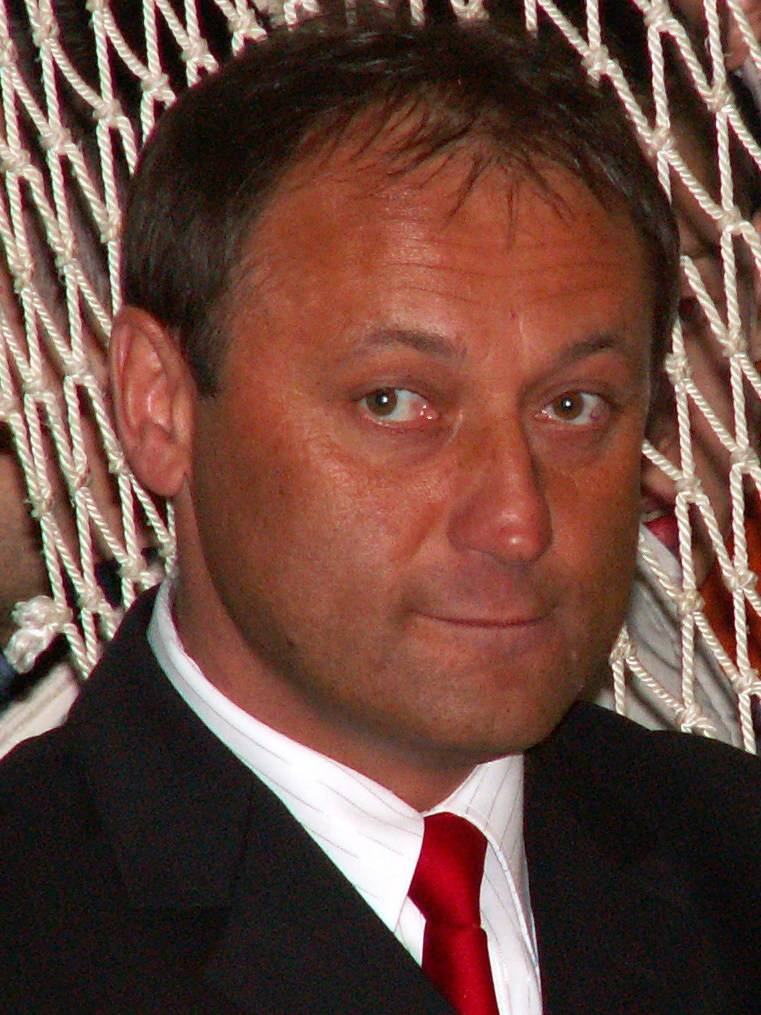
Ryszard Wieczorek prowadził Koronę w latach 2004-07

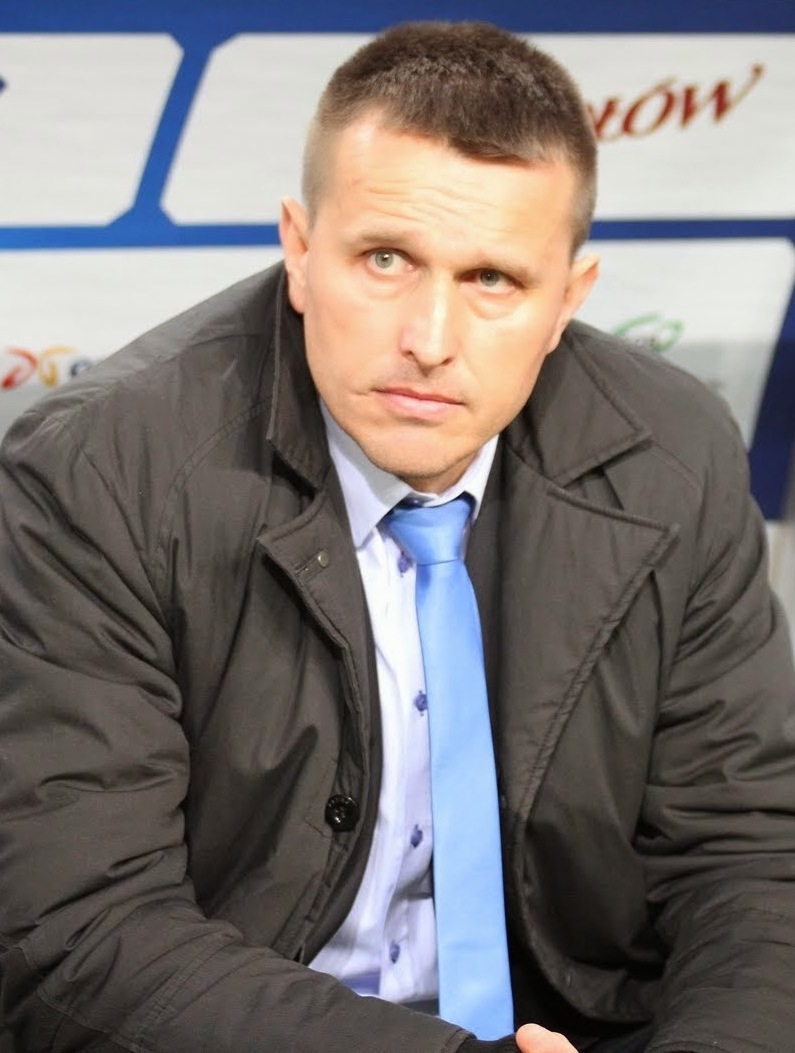
Leszek Ojrzyński prowadził Koronę w latach 2011-13 i 2021-22

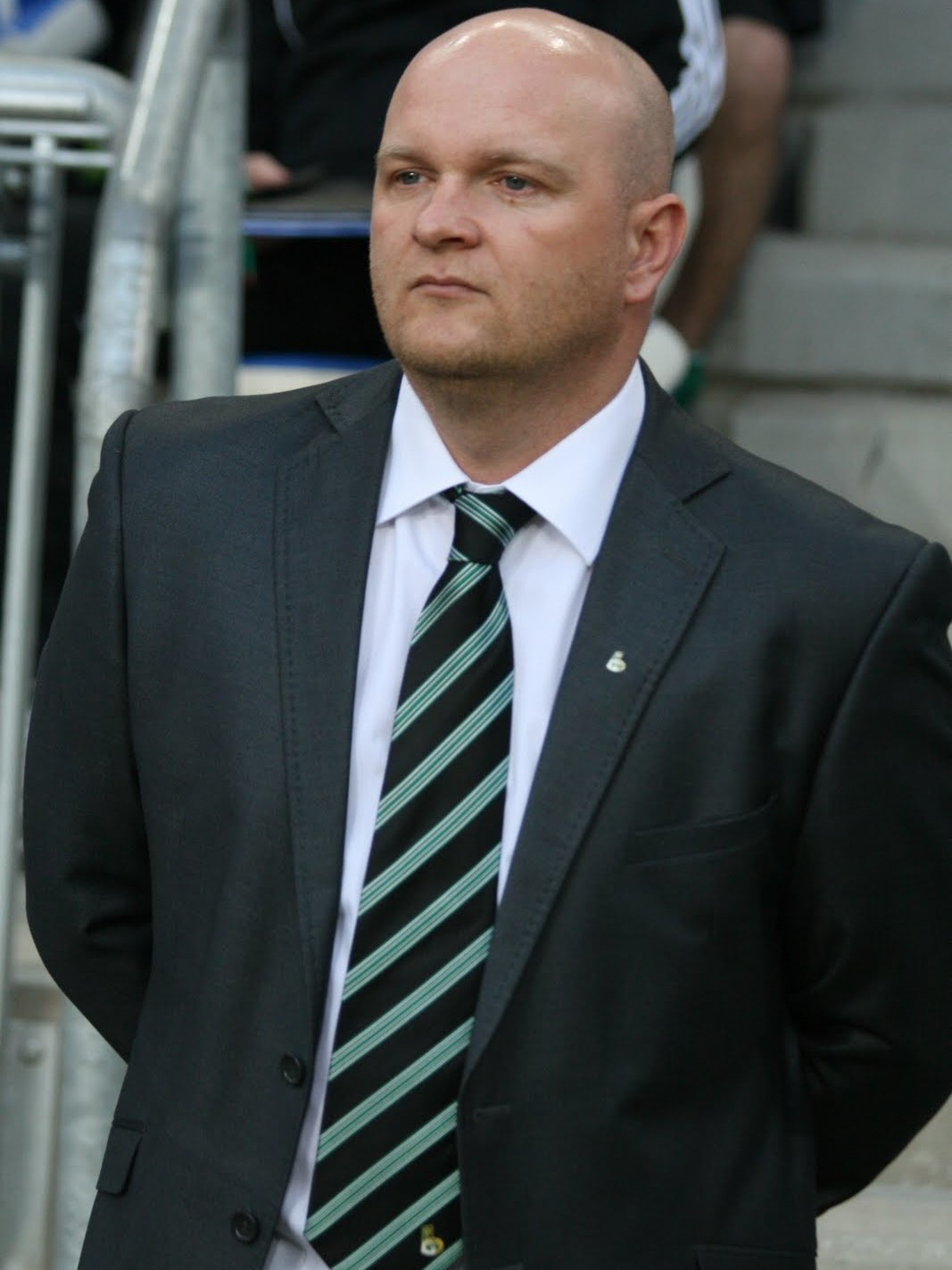
Maciej Bartoszek prowadził Koronę w latach 2016-17 i 2020-21

| Lp.   | Imię i nazwisko                  | Okres urzędowania | Okres urzędowania |
| ----- | -------------------------------- | ----------------- | ----------------- |
| 1.    | Zbigniew Pawlak                  | 1973              | 1973              |
| 2.    | Bogumił Gozdur (1. kadencja)     | 1973              | 1977              |
| 3.    | Zbigniew Lepczyk                 | 1978              | 1978              |
| 4.    | Marian Szczechowicz              | 1979              | 1979              |
| 5.    | Wojciech Niedźwiedzki            | 1979              | 1980              |
| 6.    | Antoni Hermanowicz (1. kadencja) | 1980              | 1983              |
| 7.    | Józef Golla                      | 1983              | 1984              |
| 8.    | Czesław Palik (1. kadencja)      | 1984              | 1985              |
| 9.    | Czesław Fudalej                  | 1985              | 1985              |
| 10.   | Witold Sokołowski                | 1986              | 1986              |
| (6.)  | Antoni Hermanowicz (2. kadencja) | 1986              | 1986              |
| (2.)  | Bogumił Gozdur (2. kadencja)     | 1986              | 1986              |
| (6.)  | Antoni Hermanowicz (3. kadencja) | 1987              | 1988              |
| (8.)  | Czesław Palik (2. kadencja)      | 1988              | 1992              |
| 11.   | Wołodymyr Bułhakow               | 1992              | 1992              |
| 12.   | Marian Puchalski                 | 1993              | 1993              |
| (6.)  | Antoni Hermanowicz (4. kadencja) | 1993              | 1993              |
| 13.   | Marek Parzyszek                  | 1994              | 1994              |
| (8.)  | Czesław Palik (3. kadencja)      | 1994              | 1996              |
| 14.   | Włodzimierz Gąsior (1. kadencja) | 1996              | 1999              |
| 15.   | Stanisław Gielarek               | 1999              | 1999              |
| (6.)  | Antoni Hermanowicz (5. kadencja) | 2000              | 2000              |
| 16.   | Jacek Zieliński I                | 2000              | 2000              |
| (8.)  | Czesław Palik (4. kadencja)      | 2001              | 2001              |
| 17.   | Robert Orłowski                  | 2001              | 2002              |
| 18.   | Tomasz Muchiński                 | 2002              | 2002              |
| 19.   | Dariusz Wdowczyk                 | 2002              | 2004              |
| 20.   | Ryszard Wieczorek                | 2004              | 2007              |
| 21.   | Arkadiusz Kaliszan               | 2007              | 2007              |
| 22.   | Jacek Zieliński II               | 2007              | 2008              |
| (14.) | Włodzimierz Gąsior (2. kadencja) | 2008              | 2009              |
| 23.   | Marek Motyka                     | 2009              | 2009              |
| p.o.  | Marcin Gawron (tymczasowo)       | 2009              | 2009              |
| 24.   | Marcin Sasal                     | 2009              | 2011              |
| (14.) | Włodzimierz Gąsior (3. kadencja) | 2011              | 2011              |
| 25.   | Leszek Ojrzyński (1. kadencja)   | 2011              | 2013              |
| 26.   | José Rojo Martín                 | 2013              | 2014              |
| 27.   | Ryszard Tarasiewicz              | 2014              | 2015              |
| 28.   | Marcin Brosz                     | 2015              | 2016              |
| 29.   | Tomasz Wilman                    | 2016              | 2016              |
| p.o.  | Sławomir Grzesik (tymczasowo)    | 2016              | 2016              |
| 30.   | Maciej Bartoszek (1. kadencja)   | 2016              | 2017              |
| 31.   | Gino Lettieri                    | 2017              | 2019              |
| p.o.  | Sławomir Grzesik (tymczasowo)    | 2019              | 2019              |
| 32.   | Mirosław Smyła                   | 2019              | 2020              |
| (30.) | Maciej Bartoszek (2. kadencja)   | 2020              | 2021              |
| p.o.  | Kamil Kuzera (tymczasowo)        | 2021              | 2021              |
| 33.   | Dominik Nowak                    | 2021              | 2021              |
| p.o.  | Kamil Kuzera (tymczasowo)        | 2021              | 2021              |
| (25.) | Leszek Ojrzyński (2. kadencja)   | 2021              | 2022              |
| 34.   | Kamil Kuzera                     | 2022              | 2024              |
| p.o.  | Mariusz Arczewski                | 2024              | 2024              |
| (16.) | Jacek Zieliński I (2. kadencja)  | 2024              |                   |

## Dotychczasowi prezesi
Dotychczas funkcję prezesa kieleckiej Korony pełniło 18 osób, w tym Wiesław Stępień dwa razy (1980–1984 i 1993). Pierwszym został Ryszard Bajer, który na tym stanowisku pracował przez trzy lata. W latach 70. XX wieku zespołem zarządzał także Włodzimierz Pasternak, późniejszy wojewoda kielecki. W 1985 i 1986 roku pełniącym obowiązki prezesa był Zbigniew Pawlak – pierwszy trener drużyny. W latach 1993–2001 na tym stanowisku pracował Artur Jagodziński, co czyni go najdłużej urzędującym prezesem w historii klubu. Zastąpił go Marek Piotrowicz – wiceprezydent Kielc i przewodniczący Rady miasta. W czerwcu 2010 prezesem został Tomasz Chojnowski, który wcześniej był dyrektorem Wydziału Kontroli i Audytu Wewnętrznego kieleckiego ratusza. Kontrakt z dotychczasowym prezesem Tomaszem Chojnowskim rozwiązano dyscyplinarnie. Zastąpił go Marek Paprocki, dyrektor Korony Kielce. W kwietniu 2017, po zakupie 72% akcji spółki przez byłego niemieckiego bramkarza, a później biznesmena Dietera Burdenskiego, prezesem został Krzysztof Zając. Marek Paprocki pozostał w zarządzie jako wiceprezes. 9 listopada 2020 roku do czasowego pełnienia funkcji prezesa zarządu został delegowany członek rady nadzorczej Sławomir Gierada. W lutym 2021 roku rada nadzorcza wybrała docelowego prezesa Łukasza Jabłońskiego. 28 maja 2024 roku Jabłoński poinformował o rezygnacji ze stanowiska. Pełniącym obowiązki włodarza klubu został lokalny adwokat Karol Jakubczyk, którego kadencja trwała od 5 czerwca do 8 września 2024 roku. Od 9 września 2024 roku do marca 2025 roku prezesem Korony był Artur Jankowski. 7 marca 2025 roku prezesem i właścicielem klubu został Łukasz Maciejczyk.
|     |                         | \| Lp. \| Imię i nazwisko \| Okres urzędowania \| Okres urzędowania \| \| --- \| ----------------------- \| ----------------- \| ----------------- \| \| 1. \| Ryszard Bajer \| 1973 \| 1976 \| \| 2. \| Roman Wojtarowicz \| 1976 \| 1976 \| \| 3. \| Włodzimierz Pasternak \| 1977 \| 1980 \| \| 4. \| Wiesław Stępień \| 1980 \| 1984 \| \| 5. \| Władysław Antoń \| 1984 \| 1985 \| \| 6. \| Zbigniew Pawlak (p.o.) \| 1985 \| 1986 \| \| 7. \| Zenobiusz Wenus \| 1987 \| 1987 \| \| 8. \| Jerzy Boroń \| 1987 \| 1991 \| \| 9. \| Jan Kubik \| 1991 \| 1993 \| \| 10. \| Wiesław Stępień \| 1993 \| 1993 \| \| 11. \| Marek Michniak (p.o.) \| 1993 \| 1993 \| \| 12. \| Artur Jagodziński \| 1993 \| 2001 \| \| 13. \| Marek Piotrowicz \| 2001 \| 2002 \| \| 14. \| Wiesław Tkaczuk \| 2002 \| 2007 \| \| 15. \| Adam Żak \| 2007 \| 2008 \| \| 16. \| Tadeusz Dudka \| 2008 \| 2010 \| \| 17. \| Tomasz Chojnowski \| 2010 \| 2014 \| \| 18. \| Marek Paprocki \| 2014 \| 2017 \| \| 19. \| Krzysztof Zając \| 2017 \| 2020 \| \| 20. \| Sławomir Gierada (p.o.) \| 2020 \| 2021 \| \| 21. \| Łukasz Jabłoński \| 2021 \| 2024 \| \| 22. \| Karol Jakubczyk (p.o.) \| 2024 \| 2024 \| \| 23. \| Artur Jankowski \| 2024 \| 2025 \| \| 24. \| Łukasz Maciejczyk \| 7 marca 2025 \| nadal \| |                   |
| Lp. | Imię i nazwisko         | Okres urzędowania | Okres urzędowania |
| 1.  | Ryszard Bajer           | 1973 | 1976              |
| 2.  | Roman Wojtarowicz       | 1976 | 1976              |
| 3.  | Włodzimierz Pasternak   | 1977 | 1980              |
| 4.  | Wiesław Stępień         | 1980 | 1984              |
| 5.  | Władysław Antoń         | 1984 | 1985              |
| 6.  | Zbigniew Pawlak (p.o.)  | 1985 | 1986              |
| 7.  | Zenobiusz Wenus         | 1987 | 1987              |
| 8.  | Jerzy Boroń             | 1987 | 1991              |
| 9.  | Jan Kubik               | 1991 | 1993              |
| 10. | Wiesław Stępień         | 1993 | 1993              |
| 11. | Marek Michniak (p.o.)   | 1993 | 1993              |
| 12. | Artur Jagodziński       | 1993 | 2001              |
| 13. | Marek Piotrowicz        | 2001 | 2002              |
| 14. | Wiesław Tkaczuk         | 2002 | 2007              |
| 15. | Adam Żak                | 2007 | 2008              |
| 16. | Tadeusz Dudka           | 2008 | 2010              |
| 17. | Tomasz Chojnowski       | 2010 | 2014              |
| 18. | Marek Paprocki          | 2014 | 2017              |
| 19. | Krzysztof Zając         | 2017 | 2020              |
| 20. | Sławomir Gierada (p.o.) | 2020 | 2021              |
| 21. | Łukasz Jabłoński        | 2021 | 2024              |
| 22. | Karol Jakubczyk (p.o.)  | 2024 | 2024              |
| 23. | Artur Jankowski         | 2024 | 2025              |
| 24. | Łukasz Maciejczyk       | 7 marca 2025 | nadal             |

## Sponsorzy klubu
| Lata      | Sponsor             |
| --------- | ------------------- |
| 1996–1999 | Nida Gips           |
| 2002–2009 | Kolporter           |
| 2010–2011 | Dafi                |
| 2011–2018 | Lewiatan            |
| 2018-2024 | Suzuki Motor Poland |

| Lata      | Sponsor |
| --------- | ------- |
| 1998–2005 | Tico    |
| 2005–2009 | Umbro   |
| 2009–2012 | Hummel  |
| 2012–2014 | Adidas  |
| 2014–2017 | Hummel  |
| 2017–2021 | Puma    |
| od 2021   | 4F      |

Sponsorzy i partnerzy Korony Kielce w sezonie 2023/2024: Suzuki Motor Poland, Lewiatan, Anna-Bud, Województwo Świętokrzyskie, Targi Kielce, Enea, 4F, Stellis, 4eco, Enerpor, Kopalnia Morawica, Polparts, Exbud, Toolmex Truck, STS, Flypark.

## Kibice

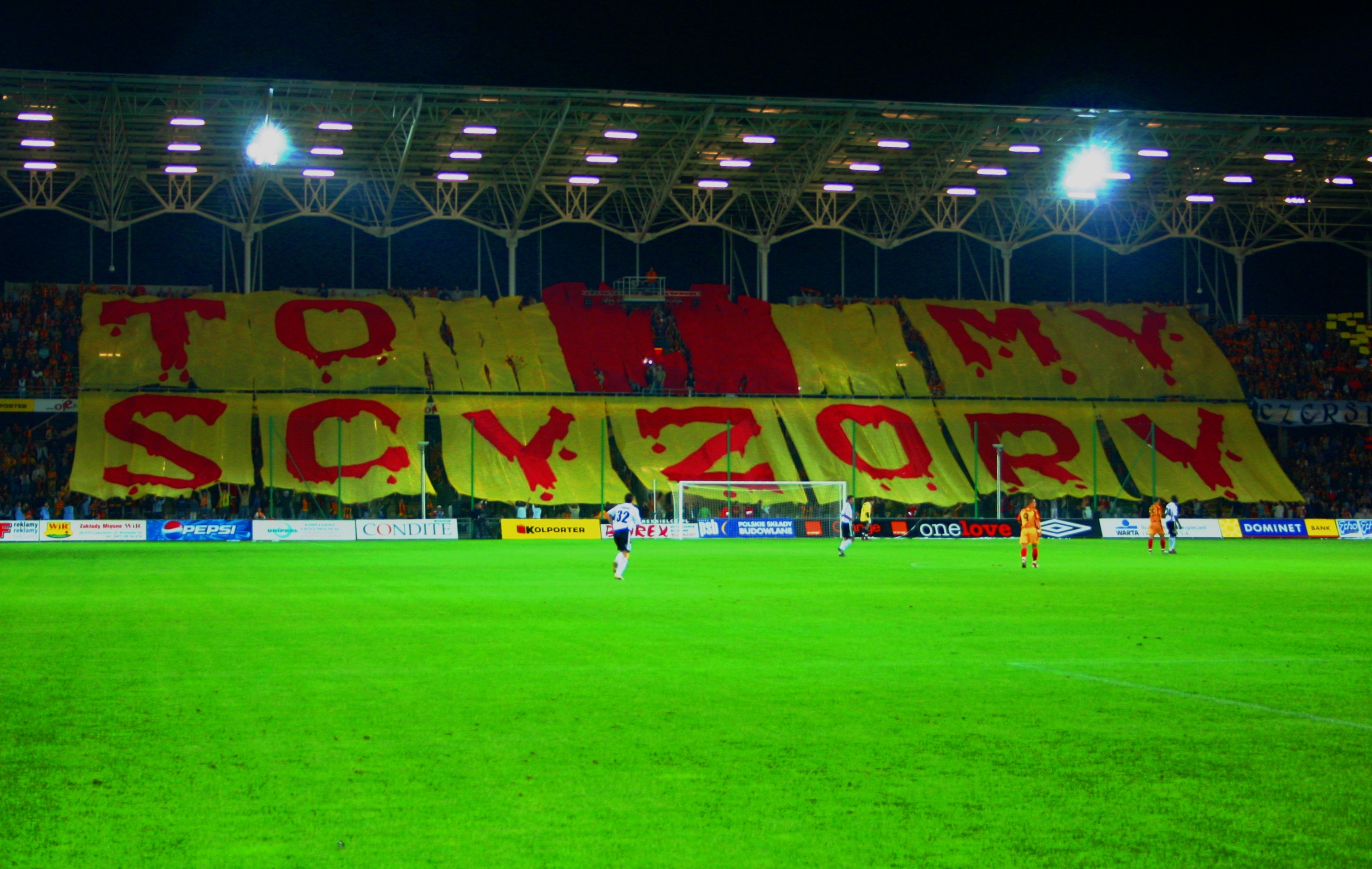
Oprawa „To My Scyzory” podczas meczu z Legią Warszawa w sezonie 2006/2007

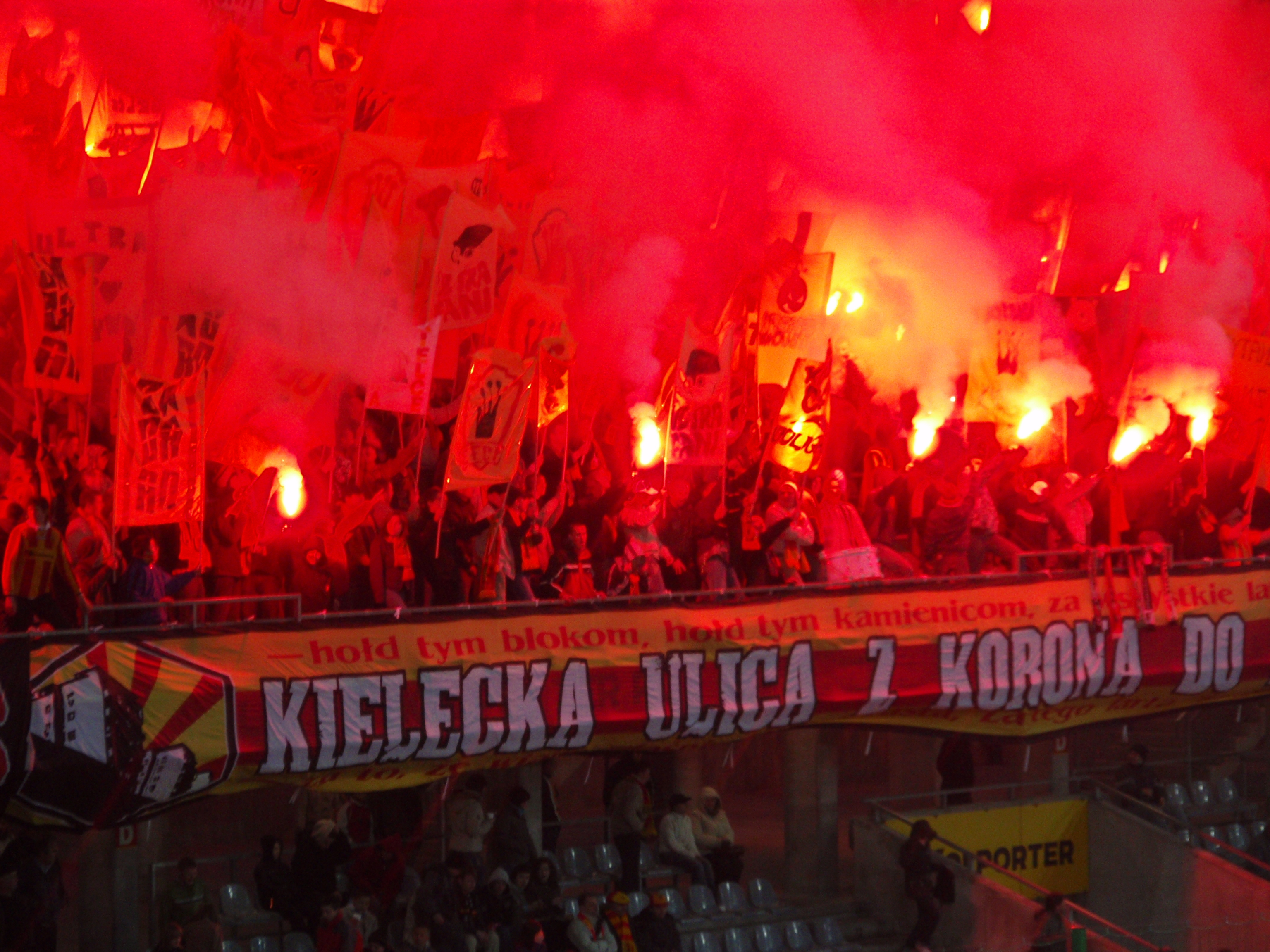
Kibice Korony Kielce

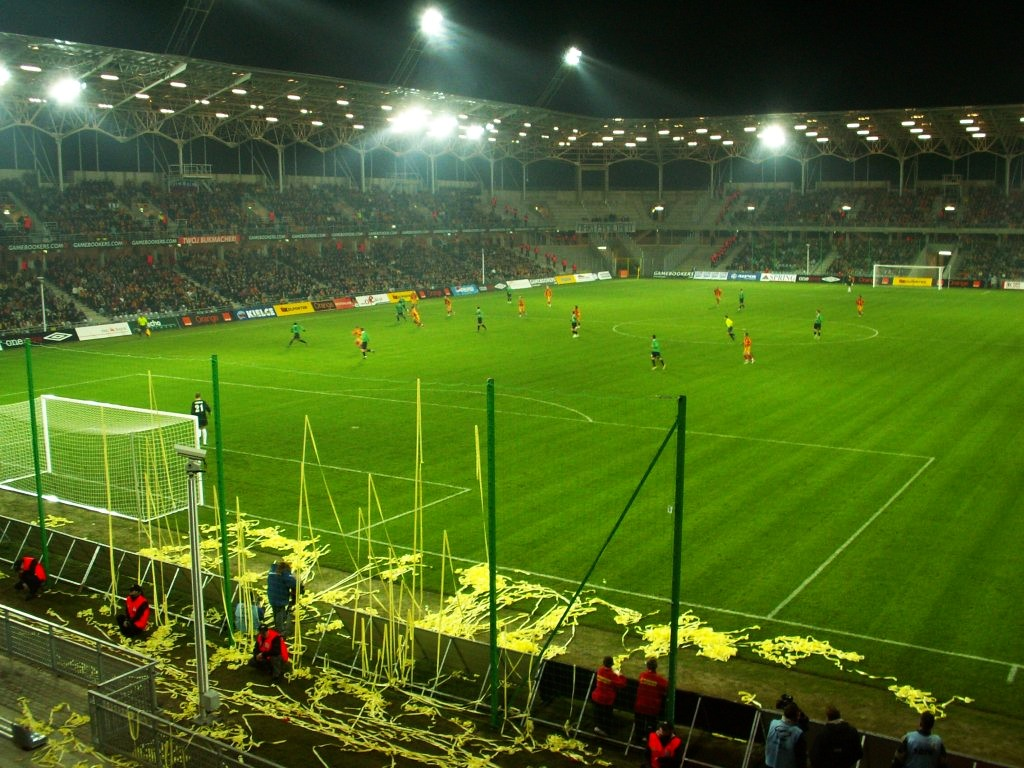
Kibice podczas meczu z Zagłębiem Lubin w sezonie 2005/2006

Nad tym, co dzieje się na trybunach, czuwa Stowarzyszenie Kibiców Korony Kielce „Złocisto Krwiści” (założone w styczniu 2006 roku). Jest ono oficjalnym reprezentantem kibiców w kontakcie z klubem. Do jego głównych celów należą: organizowanie wyjazdów oraz poprawa dopingu i bezpieczeństwa na stadionie w Kielcach. Tworzeniem opraw stadionowych i różnych choreografii z nimi związanymi zajmuje się grupa Ultras Korona '04. Pierwsze efekty jej działalności widoczne były na meczu z Motorem Lublin w 2003 roku. Obecnie grupę tworzy kilkanaście osób.
Kibice Korony Kielce od 2018 roku znajdują się w dobrych stosunkach z fanami słowackiego Spartaku Trnawa.
Do czerwca 1995 roku kibice Korony utrzymywali dobre stosunki z fanami KSZO Ostrowiec Św., lecz wówczas zostały one zerwane. Pod koniec 2018 roku zakończyła się trwająca 30 lat zgoda z Sandecją Nowy Sącz. Do głównych rywali kieleckiego klub zalicza się także Wisła Kraków. Wrogość do niej nasiliła się w 2007 roku po meczu Korony z Legią Warszawa w Kielcach, kiedy to jeden z fanów krakowskiego klubu zadał kilka śmiertelnych ciosów nożem kibicowi kielczan. Od tego wydarzenia w spotkaniach pomiędzy drużynami dochodzi na trybunach do wzajemnych wyzwisk oraz burd.
Innymi wrogami fanów Korony są kibice Stali Stalowa Wola, Motoru Lublin, Radomiaka Radom, Broni Radom, Legii Warszawa, Hutnika Kraków oraz Hetmana Włoszczowa.
W rundzie wiosennej sezonu 2011/2012 kibice Korony zaprzestali dopingu w meczach domowych. Swą decyzję tłumaczyli nasilającymi się od pewnego czasu represjami ze strony Policji (m.in. po meczu z Polonią Warszawa w marcu 2011 roku zakaz stadionowy otrzymało 16 osób). Przed i po spotkaniu z Podbeskidziem Bielsko-Biała na początku marca 2012, piłkarze kieleckiego klubu założyli koszulki z napisami „stadion to nie teatr” i „jesteśmy z wami”, solidaryzując się w ten sposób z kibicami.
W przeszłości istniały gazetki „Kibic Kielecki” i „Słowo Kibica”, których ukazało się łącznie 37 numerów. Obok aktualności znajdowała się w nich również specjalna rubryka „Ucho Kibica”. Zawierała ona krótkie, często żartobliwe, informacje dotyczące kulis życia klubu i wydarzeń związanych z nim, jak i całą kielecką piłką nożną. Ostatni numer „Słowa Kibica” ukazał się 7 listopada 1999 roku przed przegranym 0:3 ligowym meczem z Górnikiem Łęczna.
W latach 90. XX wieku kibice Korony wydawali gazetkę „Złocisto-Krwiści”. W 2002 roku ukazał się ostatni numer czasopisma „Young Boys Zine”. Od sierpnia 2007 roku ponownie wydawany jest „zin” „Złocisto Krwiści”. Rekordowa liczba egzemplarzy – 2,5 tys. – ukazała się przed meczem reprezentacji Polski w eliminacjach mistrzostw Europy. Dotychczas pojawiło się ponad 100 numerów czasopisma, a jego średni nakład to 1000 sztuk.

## Pozostałe sekcje

### Piłka ręczna
Drużyna piłki ręcznej powstała w 1965 roku jako jedna z sekcji Iskry Kielce. Awans do najwyższej ligi wywalczyła już jako Korona dziesięć lat później. W sezonie 1979/1980 zdobyła brązowy medal mistrzostw Polski, natomiast w 1985 roku sięgnęła po puchar kraju. Kadrę drużyny tworzyli wówczas: Krzysztof Latos, Roman Moneta, Zdzisław Przybylik, Marek Przybylski, Jerzy Sowiński, Tomasz Stodulski, Jacek Szulc, Piotr Świgoń, Zbigniew Tłuczyński (najskuteczniejszy zawodnik turnieju finałowego – strzelec 23 bramek), Dariusz Wcisło i Antoni Zięba.
W 1990 roku zespół piłkarzy ręcznych uczestniczył w rozgrywkach Pucharu Zdobywców Pucharów, w których w pierwszej rundzie okazał się gorszy w dwumeczu (23:23 i 21:25) od czechosłowackiego HCB Karwina. Klub dysponował własną halą sportową, zlokalizowaną przy ulicy Krakowskiej 72 i oddaną do użytku w 1985 roku.
Sekcja piłki ręcznej została wydzielona 1 kwietnia 1991 roku i obecnie występuje jako PGE Vive Kielce. Do najbardziej utytułowanych piłkarzy ręcznych Korony należą: Jerzy Melcer – brązowy medalista olimpijski z Montrealu (1976), i Zbigniew Tłuczyński – brązowy medalista mistrzostw świata z RFN (1982). Twórcą pierwszych sukcesów kieleckiej piłki ręcznej jest trener Edward Strząbała.

### Kolarstwo

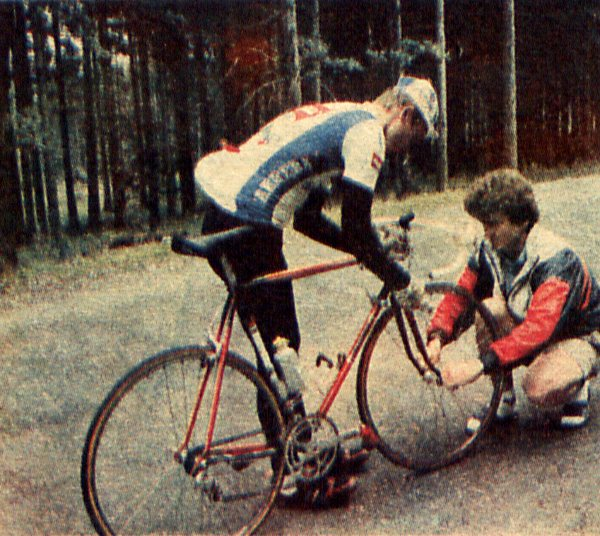
Zbigniew Piątek (z prawej)

Sekcja kolarska kontynuowała tradycje SHL Kielce, jej zawodnicy należeli do najlepszych w Polsce. Rywalizowali oni w największych i najważniejszych wyścigach w kraju. Zdobywali medale mistrzostw Polski zarówno w kategoriach juniorów, jak i seniorów.
Do najbardziej utytułowanych kolarzy Korony należą: Tomasz Brożyna – wielokrotny mistrz Polski, i Zbigniew Piątek, który w lipcu 1987 roku wygrał wyścig Tour de Pologne. Kielczanin nie błyszczał na trasie, lecz jechał równo i po czterech etapach był wiceliderem, ustępując tylko Markowi Leśniewskiemu. Liderem został przed przedostatnim etapem, kiedy to Leśniewskiemu dodano 30 sekund kary za pomoc, jaką otrzymał po defekcie od kolarza z innego zespołu. Na ostatnim etapie, będąc wspomaganym przez klubowych kolegów (Adam Wolański, Krzysztof Chrabąszcz, Jarosław Wsół), Piątek dojechał do mety w Rzeszowie w głównej grupie. Leśniewskiego wyprzedził o 7 sekund.
Trenerem drużyny był Mieczysław Mela, nazywany „twórcą potęgi kieleckiego kolarstwa”. Sekcja została wydzielona w 1992 roku, a na jej podstawie powstał klub Cyclo-Korona Kielce.

### Sekcja motorowa
Sekcja motorowa była najbardziej utytułowaną, a zarazem jedną z najsilniejszych w Polsce. Opierała się na tradycjach fabrycznego zespołu SHL, którego wszyscy zawodnicy przeszli do Korony. Kieleccy motocykliści startowali z powodzeniem nie tylko w krajowych zawodach, ale także w międzynarodowych. Odnosili sukcesy w mistrzostwach Polski, mistrzostwach Europy i Sześciodniówkach. Wielokrotnie zdobywali drużynowe mistrzostwo Polski w rajdach enduro. Twórcą sukcesów był trener Wacław Sandecki. Do najlepszych zawodników należeli: Zbigniew Banasik, Henryk Drogosz (brat boksera Leszka Drogosza), Zbigniew Nowicki i Zenon Wieczorek. Sekcja przestała istnieć w 1991, część jej zawodników przeszła do powstałego rok wcześniej Novi Kielce.

### E-Sport
W 2019 roku miała miejsce inauguracja sezonu e-sportowej Ekstraklasa Games, pod patronatem między innymi Ekstraklasy SA i EA Sports. W fazie ligowej rozgrywek Ekstraklasa Games, w której wystąpiło szesnastu reprezentantów klubów Lotto Ekstraklasy mierzących się na konsolach PlayStation 4 oraz Xbox One, na bazie gry FIFA 19, zespół Korony Kielce ukończył zmagania na 12. pozycji w tabeli i nie awansował do dalszego etapu rozgrywek.

### Inne sekcje
Klub prowadził również czasowo inne sekcje:
- brydża sportowego – powstałą 2 grudnia 1974 roku, jej zawodnikami byli m.in. Kazimierz Mieczysław Ujazdowski i Włodzimierz Stobiecki[13];
- koszykówki – zespoły młodzieżowe, których trenerami byli Zbigniew Imiołek i Andrzej Jopkiewicz[13];
- szachów – występującą w II lidze, jej zawodniczką była m.in. Olimpia Bartosik – czołowa juniorka świata lat 80. XX wieku[13].